# Wegrace in de jaren 1970-1979
De wegrace in de jaren zeventig kenmerkte zich door de opkomst van tweetaktmotoren en de groeiende weerstand van de coureurs tegen de organisatoren van wedstrijden.
Nadat gebleken was dat lichte tweetaktmotoren veel zwaardere viertaktmotoren konden verslaan, verdwenen die laatsten al snel uit beeld. Dat betekende het einde van de jarenlange hegemonie van MV Agusta in de 350- en 500cc-klasse en van BMW in de zijspanklasse. De veiligheid nam sterk toe, enerzijds door het gebruik van integraalhelmen, anderzijds door de opkomst van de Grand Prix Riders Association, die de belangen van de coureurs op het gebied van startgelden en veiligheid behartigde. Daardoor verloor de Isle of Man TT haar WK-status en werd de Grand Prix des Nations verplaatst van Monza naar Imola. De American Motorcyclist Association, de Auto-Cycle Union, de sportpers, de BSA-groep en een aantal andere fabrikanten maakten zich sterk voor de opkomst van de 750cc-klasse, waardoor de Fédération Internationale de Motocyclisme min of meer gedwongen werd de Formule 750 in te voeren. De klasse verdween na 1979 weer van de kalender. 

## Voorgeschiedenis
In 1949 was het de Fédération Internationale de Motocyclisme eindelijk gelukt het Europees kampioenschap wegrace te vervangen door een volwaardig wereldkampioenschap, dat verreden werd in meerdere wedstrijden in heel Europa. Het sloeg overal aan, zelfs in Duitsland, dat vanwege de Tweede Wereldoorlog in de eerste jaren nog uitgesloten was van deelname. Aan het begin van de jaren vijftig was het kampioenschap nog bestreden tussen Britse en Italiaanse merken. Iedereen zette zich vooral in in de 500cc-klasse, terwijl de 350cc-klasse vooral een Britse aangelegenheid was en de lichte 250- en 125 cc door Italiaanse merken beheerst werden. Vanaf 1953 begonnen de Britse coureurs, ook op Italiaanse motorfietsen, de toon aan te geven. Zij werden door Gilera en MV Agusta aangetrokken vanwege hun prestaties, maar ook om hun kennis van de 60 km lange Snaefell Mountain Course op het eiland Man en in mindere mate van het Dundrod Circuit waar de Ulster Grand Prix verreden werd. Halverwege de jaren vijftig raakten de Britse merken Norton en AJS steeds verder achterop. Zij konden de enorme financiële en technische vooruitgang in Italië niet bijbenen. Daar ontwikkelde men steeds snellere viercilinders en Moto Guzzi bouwde zelfs een achtcilinder. In 1956 waren alle fabrieksteams uit het Verenigd Koninkrijk en Duitsland verdwenen, hoewel privérijders incidenteel nog goede resultaten boekten. Eind 1957, toen de verkopen niet meer in verhouding stonden tot de kosten van het racen, hadden FB Mondial, Gilera, en Moto Guzzi zich uit het wereldkampioenschap wegrace teruggetrokken. MV Agusta kon in de jaren zestig met gemak domineren in de 500cc-klasse, hoewel er hard gewerkt moest worden om de aanvallen van Mike Hailwood en de Honda RC 181 af te slaan. Japanse merken kwamen, maar gingen ook weer, gedwongen door de FIM, die strengere regels stelde ten aanzien van het aantal cilinders. In de 250cc-klasse mochten de machines maximaal twee cilinders hebben. De Japanners reden met viercilinders, maar Honda gebruikte zelfs zescilinders. Ook Benelli moest om die reden het 250cc-strijdtoneel verlaten en concentreerde zich op de 350cc-klasse. Honda nam aan het wereldkampioenschap wegrace deel van 1959 tot 1968, Suzuki van 1961 tot 1967 en Yamaha van 1961 tot 1968. De Britse merken speelden slechts een bijrol als veldvulling, maar privérijders waren ervan afhankelijk, hoewel de machines van Matchless, Norton en AJS alleen goed presteerden als tuners en framebouwers ze verbeterd hadden. MZ werkte naar vermogen om nog echte fabrieksracers te maken, maar geldgebrek en de slechte materialen in de DDR voorkwamen een echte doorbraak. Het vertrek van Yamaha was overigens beperkt: haar productieracers konden de concurrentie over het algemeen wel aan en soms gaf men toch nog gedeeltelijke fabriekssteun, bijvoorbeeld aan Rodney Gould en Kent Andersson. 

## Algemeen
In de jaren zeventig werden de coureurs steeds minder afhankelijk van de start- en prijzengelden en daardoor ook van de organisatoren van wedstrijden. Doordat de fabrieksteams aanvankelijk verdwenen, vormden sponsoren eigen teams, met een salaris voor de rijders. Zelfs privérijders beschikten vrijwel altijd over enige vorm van sponsoring. Daardoor konden ze zich verzetten tegen het rijden op gevaarlijke circuits en een aantal malen kwam het tot rijdersstakingen. Er waren aanvankelijk nog enkele klassen waarin viertaktmotoren de dienst uitmaakten: de 350- en de 500cc-klasse door MV Agusta en de zijspanklasse door BMW, maar al in het begin van het decennium begonnen ook daar de tweetaktmotoren sterker te worden. In de 500cc-klasse kwamen opgevoerde versies van de Kawasaki H 1 500 Mach III en de Suzuki T 500 straatmotoren, maar ook licht opgeboorde Yamaha TZ 350's konden goed meekomen. Suzuki bouwde vervolgens de Suzuki TR 500 met waterkoeling en Yamaha kwam met de Yamaha TZ 500, waarmee MV Agusta in de 500cc-klasse verslagen werd. De Suzuki en de Kawasaki werden nog geplaagd door hun hoge brandstofverbruik, waardoor tankstops nodig waren. In de 350cc-klasse werd MV Agusta tegengewerkt door de geluidsnorm van 115 dB(A), die voor de viertakt MV Agusta 350 4C bijna niet haalbaar was. Kim Newcombe werkte aan de ontwikkeling van de König-buitenboordmotor voor het gebruik in races en haalde daar goede resultaten mee, maar de motor was nog succesvoller in de zijspancombinaties van Werner Schwärzel (tweede in de zijspanklasse in 1973 en 1974) en Rolf Steinhausen, die er in 1975 en 1976 wereldkampioen mee werd. Daarmee verdwenen de BMW-motoren vrijwel van het toneel. Buiten het wereldkampioenschap wegrace kregen 750cc-races meer aandacht, eerst in de vorm van de Daytona 200, later in de Anglo-American Match Races en het wereldkampioenschap Formule 750. Hierbij was de BSA-groep een van de initiatiefnemers, maar die ging al vroeg in de jaren zeventig failliet en ook in races speelde ze geen rol van betekenis nadat de Japanse merken de uitdaging aannamen. Aan het einde van het decennium werd de Formule 750 afgeschaft, evenals het korstondige experiment met twee zijspanklassen. De 350cc-klasse bleef bestaan, maar stond al ter discussie. 
| Rond 1970 begonnen coureurs zich te weren tegen de macht van de organisatoren. Ze eisten meer veiligheid op de circuits en betere leefomstandigheden in de rennerskwartieren. De privérijders die deel uitmaakten van het Continental Circus waren echter afhankelijk van de organisatoren en dat wisten die laatsten maar al te goed. Ze moesten leven van start- en prijzengeld en reisden, niet zelden met hun gezin, als nomaden door Europa om races te rijden. Protesteren zou alleen leiden tot minder startplaatsen en dat gaf macht aan de organisatoren. In West-Duitsland maakte de organisatie het in 1970 echter te bont, en nu begon Giacomo Agostini zich ermee te bemoeien. Toen hij zich opstelde als woordvoerder van de coureurs gebeurde er in Duitsland nog niets, maar hij gaf al aan dat hij thuis in Italië een advocaat in de arm zou nemen om de FIM een proces aan te doen. De coureurs verenigden zich in de Grand Prix Riders Association en zij legden bij de FIM een aantal eisen op tafel die betrekking hadden op de veiligheid, racelicenties, reglementen en leefomstandigheden in de rennerskwartieren. Hoewel de GPRA nooit door de FIM erkend werd, leverde het initiatief wel verbeteringen op, vooral als de coureurs de handen werkelijk ineen sloegen en races daadwerkelijk boycotten. In 1979 kwam het tot een uitbarsting toen coureurs weigerden op het veel te laat aangelegde en daardoor gladde asfalt van het nieuwe circuit van Spa-Francorchamps te rijden. De FIM legde schorsingen op, veranderde die in boetes en kreeg vervolgens van de coureurs de bal teruggekaatst: Ze stelden een groot aantal eisen voor het seizoen 1980 op. Enkele weken later presenteerden veertig beroepscoureurs onder aanvoering van Kenny Roberts een nieuwe organisatie én een nieuwe raceserie: de "World Series of Motorcycle Racing". De deelnemers zouden vanaf 1980 aan geen enkele door de FIM georganiseerde race deelnemen maar alleen starten in acht races met twee klassen: Formule 1 (500 cc) en Formule 2 (250 cc). Het prijzengeld werd door de coureurs vastgesteld, waarbij de Professional Riders Association een leidende rol zou krijgen. Tijdens een persconferentie door Barry Sheene, Kenny Roberts en manager Barry Coleman werden harde woorden gesproken. Roberts zou nooit meer in FIM-Grands Prix rijden en alle coureurs die in Silverstone getekend hadden voor de World Series voor het gerecht slepen als ze toch in FIM-wedstrijden zouden starten. Die coureurs waren op hun beurt weer gebonden aan fabriekscontracten en konden door de merken gedwongen worden voor de FIM te rijden. Begin 1980 was al duidelijk dat de World Series alleen onder de paraplu van de FIM doorgang konden vinden en daar gaf de FIM uiteraard geen toestemming voor. Uiteindelijk moest Kenny Roberts, die de aanstichter van alle ophef was, het hoofd buigen. Hij kwam in 1980 zelfs aan de start op de Nürburgring, een van de circuits die door de coureurs in de ban gedaan waren. |

1970
In 1970 stond de wegracewereld er slecht voor. De belangrijkste teams uit Japan hadden zich teruggetrokken, de veiligheid op de circuits was ver beneden peil, coureurs werden niet serieus genomen door de organisatoren, sponsoring stond nog op een zeer laag peil en de vele privérijders moesten enorme kosten maken om de internationale circuits af te reizen. Daarbij leefde ook vaak hun gezin als nomaden, en men moest zelfs maar afwachten of er behoorlijke faciliteiten in de rennerskwartieren waren om er überhaupt te kunnen kamperen én of er genoeg start- en prijzengeld verdiend kon worden. Tijdens het seizoen konden er soms wedstrijden worden toegevoegd of geschrapt, waardoor duizenden kilometers extra moesten worden afgelegd. Bovendien was het onmogelijk om aan competitieve motorfietsen te komen. De Britse fabrikanten stonden aan de rand van het faillissement en deden al jaren niets meer aan de ontwikkeling van hun racemotoren. Alleen Yamaha liet de rijders niet in de steek: de 250cc-tweecilinder productieracers domineerden hun klassen en ook in de 350cc-klasse konden de Yamaha's goed meekomen.
Na de beperkingen die in 1969 al voor andere klassen ingevoerd waren, werden in 1970 ook nieuwe regels gesteld voor de 125- en de 250cc-klasse. Er mochten nog maar twee cilinders aan boord zijn en voor alle klassen werd het maximale aantal versnellingen op zes gesteld. Tijdens het FIM-congres in oktober 1970 kreeg de organisatie van de Isle of Man TT de opdracht het circuit én de races veiliger te maken. In 1970 waren tijdens de TT zes doden gevallen en tijdens de Manx Grand Prix een. Er werd al gesproken over het instellen van de productieklasse, gebaseerd op de Britse reglementen (zoals bij de Production TT's), die vergeleken zouden worden met die van de AMA.
Een katalysator voor de woede van de coureurs op de organisatoren was de Grand Prix van Duitsland. Die werd gereden op de (toen nog) 22 km lange Nordschleife in het kader van de Eifelrennen. Tijdens de Eifelrennen werd zowel met auto's als met motorfietsen geracet. De motorcoureurs kregen slechts 1½ uur de tijd om de baan (zonder tijdwaarneming) te verkennen en daarna drie kwartier om te kwalificeren. Het was koud, mistig en nat en doordat er tussen de motorraces door ook nog trainingen en wedstrijden van de Formule 2 auto's plaatsvonden werd de baan nog eens extra glad. Bovendien kregen de autocoureurs 3½ uur trainingstijd. Daar kwam nog bij dat de organisatie willekeurig startbewijzen uitdeelde. Beginnende maar goede coureurs kregen nauwelijks kans om te starten (en daardoor startgeld te verdienen), terwijl onbekwame Duitse rijders wel mochten starten. De vangrails, die voor de auto's noodzakelijk waren, waren voor motorrijders levensgevaarlijk. Al tijdens de trainingen schoot Rob Fitton onder de vangrail, waarbij hij een schedelbasisfractuur opliep en een been werd afgerukt. Fitton overleed nog dezelfde dag in het ziekenhuis. Er gebeurden veel ongelukken en na de races lagen er diverse zwaargewonde coureurs in het ziekenhuis van Adenau. Het eerste effect van de protesten van de coureurs werd zichtbaar in mei 1970. De Grand Prix van de Adriatische Zee kreeg pas drie weken van tevoren zijn WK-status, nadat de FIM een aantal aanbevelingen had gedaan met betrekking tot de veiligheid. Dat was juist in Opatija geen overbodige luxe, want daar reed men langs rotswanden en duizenden lantaarnpalen. Het wegdek was echter verbeterd en er waren grote rijen strobalen aangebracht. Eigenlijk verwaterde de woede van de coureurs gedurende 1970 weer een beetje, tot de GP van de DDR. Die trok 250.000 betalende bezoekers, zelfs de trainingsdagen waren drukker bezocht dan alle andere GP's tijdens wedstrijddagen. Desondanks kregen coureurs slechts omgerekend 160- tot 240 gulden voor een start in twee klassen. Ze kregen dit pas ter plaatse te horen, zodat ze wel moesten rijden. De coureurs staken de koppen opnieuw bij elkaar en stelden startgeldtabellen vast voor de komende races. Daarin werd rekening gehouden met toeschouwersaantallen, zodat slecht bezochte races niet te veel hoefden te betalen. In Tsjecho-Slowakije werd de organisatie meteen geconfronteerd met de startgeldeisen van de rijders. Er werd pas getraind toen ze verhoogd waren. Aanvankelijk zouden de coureurs slechts 260 tot 340 gulden startgeld krijgen.
1971
De opmerkelijkste debutant in 1971 was ongetwijfeld Barry Sheene. Hij startte met de verouderde Suzuki RT 67 in de 125cc-klasse, maar al snel hadden andere teams door dat ze in Sheene een goede steunpilaar voor hun toprijders hadden. Zo reed hij in de 50cc-klasse enkele races als "hulpje" voor Jan de Vries met een Van Veen-Kreidler en in de 250cc-klasse bracht hij de experimentele Derbi twin aan de start. Met zijn ex-Stuart Graham Suzuki uit 1967 werd hij bovendien tweede in de 125cc-klasse, terwijl hij één race voor het einde van het seizoen nog aan de leiding stond.
In 1971 vormden de onlusten in Noord-Ierland een grote bedreiging voor de Ulster Grand Prix. Volgens journalist Mick Woollett waren de ontploffingen en schoten vanuit Belfast op het circuit te horen en was de rook van de branden te zien. Daar kwam nog bij dat de organisatie door de 50cc-klasse te schrappen (er waren slechts acht inschrijvingen) de kans liep haar WK-status te verliezen omdat ze niet aan het minimum van vijf raceklassen kwam. De races móesten echter doorgaan, omdat er anders veel geld verloren zou gaan en het verlies van de WK-status dan zeker zou zijn. Giacomo Agostini was al wereldkampioen in de 350- en de 500cc-klasse, maar kwam niet naar Noord-Ierland vanwege de gevechten. Dat was aannemelijk, want de MV Agusta's waren wel op het circuit aangekomen, maar hoefden niet uitgeladen te worden.
Het kwam zelden voor dat de wereldtitelstrijd pas in de laatste race beslist werd, waardoor de organisatoren die aan het einde van het seizoen aan de beurt kwamen publiek én topcoureurs misliepen. In 1971 bleef de spanning echter in vier van de zes klassen tot het einde bestaan. Agostini was ruim voor het einde van het seizoen zeker van de winst in de 350- en de 500cc-klassen, maar de zijspanklasse werd pas in haar laatste race (de Ulster Grand Prix) beslist en de 50-, 125- en 250cc-klassen in de Grand Prix van Spanje.
Jawa kwam in 1971 niet meer aan de start in het WK. Het maakte halverwege het seizoen bekend de Jawa 350 cc V4 niet meer in te zetten. De raceafdeling van CZ, die nog pogingen had gedaan de CZ 350 cc V4 op te boren tot 420 cc, werd in 1971 zelfs opgeheven.
1972
De Grand Prix-kalender van 1972 grensde aan het onmogelijke. Veel GP's lagen slechts een week uit elkaar. Hoewel duur betaalde fabriekscoureurs het vliegtuig konden nemen, moesten hun motorfietsen en monteurs binnen een week over de weg van het ene naar het andere circuit reizen, intussen ook nog reparaties en verbeteringen uitvoerend. Dat kostte mogelijk de wereldtitel aan Jan de Vries, die zijn snelste motor in Joegoslavië opblies, maar zijn team had geen tijd om die tussen de wedstrijden te repareren. Tussen de laatste twee GP's, Finland en Spanje, lagen weer zeven weken.
In april 1972 belegde de FIM een conferentie met vertegenwoordigers van landelijke motorsportbonden over de start- en prijzengelden. Dit was nodig omdat de FIM de GPRA nog steeds niet erkende. De FIM stelde in de zomer van 1972 een "Subcommissie wegraces" in. Die moest voor het FIM-congres in oktober adviezen formuleren met betrekking op vermindering van het aantal GP's, eventuele nieuwe raceklassen en de veiligheid op de circuits.
In oktober 1972 tekenden de Italiaanse merken Aermacchi-Harley-Davidson, Benelli, Ducati, Morbidelli, Moto Villa en MV Agusta en petitie van Walter Bergonzini om de Isle of Man TT van de WK-kalender te schrappen. De Italiaanse bond distantieerde zich hiervan, zodat er op het FIM-congres van 1972 niet eens over gesproken werd. De Isle of Man TT, waar heftig tegen geprotesteerd werd door rijders en teams, werd nog niet geschrapt, maar MV Agusta maakte enkele weken later bekend in geen geval naar het eiland Man af te reizen. De Lightweight 125 cc TT van 1972 velde het vonnis over de TT van Man als WK-race. Hoewel de coureurs steeds meer klaagden over het gebrek aan veiligheid op allerlei circuits, bleef de Snaefell Mountain Course lang buiten schot, vanwege het aanzien van de TT. De dood van Gilberto Parlotti was echter de druppel die de emmer deed overlopen. Alle grote coureurs keerden het eiland Man de rug toe. In 1972 had een aantal dat al gedaan: Jarno Saarinen, Ángel Nieto, Renzo Pasolini, Kent Andersson, Börje Jansson en Dieter Braun hadden al voor de eer bedankt.
Na afloop van de GP van de DDR werd duidelijk dat deze in 1973 van de kalender zou verdwijnen. De Oost-Duitse MZ's konden geen vuist meer maken, maar vooral de populariteit van West-Duitse rijders, Dieter Braun voorop, was de Oost-Duitse autoriteiten een doorn in het oog. In 1973 zou men een "uitnodigingsrace" voor geselecteerde rijders organiseren. Het was duidelijk dat die selectie voornamelijk zou bestaan uit coureurs uit het Oostblok.
Het Yamaha-fabrieksteam bestond in 1972 aanvankelijk uit Kent Andersson, Rodney Gould, Chas Mortimer en Barry Sheene, maar omdat de steun officieel door de importeurs werd verleend, werden daar namens de Duitse importeur Mitsui ook Dieter Braun en Walter Sommer aan toegevoegd. De ingewikkelde constructie was misschien de oorzaak van de problemen die de coureurs ondervonden. Al na enkele races kampte Chas Mortimer met een nijpend gebrek aan onderdelen van zijn 250cc-machine, waardoor zijn monteur Ferry Brouwer die niet in optimale conditie konden houden. Er moesten zelfs onderdelen van standaard Yamaha's worden gebruikt. Ondanks twee wereldtitels besloot Derbi zich aan het einde van 1972 terug te trekken uit de wegrace. Dat kwam goed uit voor het Italiaanse houtbewerkingsbedrijf Morbidelli, dat grote moeite had een coureur aan te trekken na het overlijden van Gilberto Parlotti. Ángel Nieto stond met lege handen en tekende een contract bij Morbidelli.
1973
Ángel Nieto stapte in 1973 over naar het team van Morbidelli, maar dat had wel wat voeten in de aarde, want Giancarlo Morbidelli moest hem eerst beloven dat het frame en de stroomlijnkuip naar zijn wensen zouden worden aangepast. Nadat het John Player Norton-team werd ingekrompen tot twee rijders tekende Phil Read een contract met MV Agusta. Barry Sheene werd in januari 1973 ingelijfd door het team van Suzuki. Hij zou uitkomen in de 750cc-klasse. Jack Findlay en Guido Mandracci kregen via de Italiaanse importeur fabriekssteun inclusief vier monteurs van Suzuki. Jarno Saarinen en Hideo Kanaya tekenden in januari 1973 een nieuw contract met Yamaha voor de 250- en de 350cc-klassen, maar algemeen bekend was al dat Saarinen ook met de nieuwe Yamaha TZ 500 in de 500cc-klasse zou uitkomen. Börje Jansson kreeg een aanbod van Husqvarna, maar verlengde toch zijn contract met Maico. In de 250cc-klasse verscheen hij met een Yamaha. Paul Smart tekende bij Suzuki voor de 750cc-klasse. Mick Grant kreeg een fabriekscontract bij Ducati voor 750cc-races. Bruno Kneubühler werd opgenomen in het team van Van Veen-Kreidler en reed als semi-fabrieksrijder ook met de Harley Davidsons. Na het ongeluk in Monza, waarna het Yamaha-fabrieksteam zich terugtrok, kreeg hij als semi-fabrieksrijder steun van dit merk. Giacomo Agostini tekende in december 1973 een contract met Yamaha.
Nadat eerst Jarno Saarinen en Renzo Pasolini en later ook de juniorrijders Galtrucco, Chionio en Colombini verongelukten, werden wedstrijden op het circuit van Monza voor de duur van het onderzoek, met name naar de Curva Grande, verboden. De Isle of Man TT werd een uitgeklede, nationale Grand Prix door de boycot van alle toprijders, met uitzondering van de zijspanrijders. Tony Rutter, die de Junior TT won, had nog geen enkele GP-start gekregen. In Opatija, bij de Grand Prix van Joegoslavië, ontstond veel commotie omtrent de veiligheid van het circuit. Sinds 1972 was er al veel verbeterd en had men het aantal strobalen van 1200 opgevoerd tot 3250. Ondanks een inspectie én goedkeuring van de coureurs Chas Mortimer, John Dodds, Giacomo Agostini en Kim Newcombe trok Arturo Magni (teamchef van MV Agusta) zijn coureurs terug. Dat terwijl Giacomo Agostini en Phil Read best wilden rijden. Ook Teuvo Länsivuori had geen probleem met het circuit, maar werd door zijn baas, de Finse Yamaha-importeur Arwidson, onder druk gezet niet te rijden. De teneur in het algemeen was dat de organisatie een dergelijke onsportieve houding beslist niet verdiend had. Nadat de Oost-Duitse bond de GP van de DDR na pro-westerse uitingen van het publiek tot een pure oostblok-wedstrijd had gemaakt, bleven die uitingen toch bestaan. Het publiek uit de DDR reisde nu massaal naar de GP van Tsjecho-Slowakije om de West-Duitser Dieter Braun aan te moedigen. Braun haalde in Brno zijn derde overwinning van het seizoen.
In 1973 verdween naast Derbi ook Aermacchi van de circuits, maar alleen als merk. Nadat men enige jaren als "Aermacchi-Harley-Davidson" had geopereerd verviel de naam "Aermacchi" en racete men onder de naam "Harley-Davidson". Na het overlijden van Renzo Pasolini reed de Fransman Michel Rougerie nog met de Harley-Davidson, maar pas tegen het einde van het seizoen, in Tsjecho-Slowakije, was er weer sprake van een echt fabrieksteam onder leiding van Gilberto Milani. Rougerie en Gianfranco Bonera kregen nu ook de watergekoelde racers. Nu het een dure nieuwe 500cc-racer had, was het logisch dat Yamaha weer een echt fabrieksteam kreeg. Het team bestond uit 32 man, waaronder Ferry Brouwer en er was zelfs een "welfare officer" aangesteld, die moest zorgen dat de coureurs Jarno Saarinen en Hideo Kanaya van alle gemakken waren voorzien. Kent Andersson en Chas Mortimer kregen wel enige steun, maar moesten zelf voor hun motorfietsen zorgen. Jarno Saarinen en Hideo Kanaya kozen ervoor niet in de 350cc-klasse te starten, waarschijnlijk omdat ze met de Yamaha TZ 250 en de Yamaha TZ 500 al in twee klassen reden en het maximum aantal racekilometers per dag anders zouden overschrijden. Na het ongeluk op Monza waarbij Jarno Saarinen en Renzo Pasolini verongelukten maakte Yamaha bekend het fabrieksteam voor de rest van het seizoen terug te trekken. Saarinen's teamgenoot Hideo Kanaya was meteen na het ongeluk teruggekeerd naar Japan. Het team leverde onofficieel toch nog steun aan Teuvo Länsivuori, die officieel voor de Finse importeur Arwidson reed, maar geholpen werd door de fabrieksmonteurs Nobby Clark en Vince French.
1974
Al tijdens het FIM-congres van 1973 was besloten dat vanaf 1974 de circuits gekeurd zouden worden door FIM-stewarts en coureurs, waarbij de bevindingen ook gedocumenteerd zouden worden zodat ze bij toekomstige meningsverschillen gebruikt konden worden. De FIM wees de coureurs ook op hun verantwoordelijkheid om fit aan de start te verschijnen. Het gebeurde nogal eens dat rijders startten nadat ze de hele nacht gesleuteld hadden. De gevolgen van de oliecrisis van 1973 werden in 1974 ook voelbaar in de wegracerij. De Italiaanse Federazione Motociclistica Italiana keurde het gebruik van alcohol in races goed en de Daytona 200 werd ingekort tot 180 mijl.
In 1974 debuteerde Kenny Roberts op de Europese circuits. Zijn eerste optreden in het wereldkampioenschap wegrace was in de 250cc-race in de TT van Assen, nadat hij in de Daytona 200 en de Imola 200 tweede was geworden achter Giacomo Agostini. Hij had zich niet populair gemaakt. In Daytona had hij al verklaard dat Agostini geen echte wereldkampioen was omdat Amerikaanse coureurs meer "all round" waren en voor zijn komst naar Assen zei hij dat hij de Europese coureurs wel even zou laten zien wat wegracen was. Vanaf de Grand Prix van Finland kreeg de Nederlander Boet van Dulmen fabriekssteun van MZ voor de 250- en de 350cc-klasse, maar hij scoorde geen punten. In nationale races bleef hij zijn privé-Yamaha's gebruiken.
De organisatie van de Nürburgring was al door Giacomo Agostini gewaarschuwd dat de geleiderails onvoldoende waren afgeschermd met strobalen. Toen Bill Henderson tijdens de trainingen zijn wervelkolom op drie plaatsen beschadigde doordat hij tegen de vangrail klapte en Phil Read en Teuvo Länsivuori bij de gewonde Henderson tien minuten op een ambulance stonden te wachten werd door alle teams besloten niet aan de start van de Grand Prix van Duitsland te verschijnen. Toen er getraind moest worden was de Nordschleife in mist en sneeuw gehuld en toen de baan uiteindelijk vrij gegeven werd trainden alleen enkele onbeduidende Duitse coureurs, opgejut door een functionaris van de Duitse bond en door een extra premie. Tijdens de races werden deze coureurs aangemoedigd door de speaker, die de stakende toprijders als "maffia" bestempelde. De Duitse bond strafte een aantal Duitse rijders, waaronder Dieter Braun, Rolf Minhoff en John Dodds (reed met een Duitse licentie) voor één wedstrijd. Opmerkelijk was dat de zijspanrijders, die zelf als enigen de Finse Grand Prix van 1973 geboycot hadden, de staking braken en met 37 combinaties van start gingen. In de andere klassen gingen de minimaal benodigde zes rijders van start, waardoor de races hun WK-status niet verloren. Tijdens een ingelaste zitting van de wegracecommissie van de FIM stelde die de coureurs echter in het gelijk. Wedstrijdleider Kurt Bosch (nota bene vicevoorzitter van diezelfde commissie) werd geschorst en per 31 december 1974 uit zijn functie ontheven, de Duitse organisatie kreeg een boete van 20.000 Zwitserse franken en de internationale jury kreeg een reprimande. De FIM had het tegelijkertijd organiseren van auto- en motorraces al jaren geleden verboden, maar bij de Duitse Grand Prix (in het kader van de Eifelrennen) gebeurde dat toch steevast. De door de Duitse bond opgelegde schorsing kon door de sportcommissie van de FIM niet teruggedraaid worden. Overigens werden de straffen tegen de Duitse bond en organisatie na een protest tijdens het FIM-congres van oktober 1974 weer teruggedraaid. Zoals al in 1973 was gebeurd werd de Isle of Man TT geboycot door alle toprijders, met uitzondering van de zijspannen. Daarnaast was ook het weer spelbreker, waardoor races soms dagen moesten worden uitgesteld. Juist nu de veiligheid op de circuits steeds beter werd, bereikte de situatie een dieptepunt tijdens de Grand Prix van Spanje op het stratencircuit van Montjuïc. In de 250cc-race viel de Fransman Bernard Fau, die daarbij gewond raakte. Onderdelen van zijn machine lagen op de baan, maar de baancommissarissen bleken geen enkel contact te hebben met hun collega's vóór de bewuste bocht waardoor de aanstormende coureurs niet door vlagsignalen gewaarschuwd werden. Bovendien kon een ambulance de plaats van het ongeluk niet bereiken. Toen Chas Mortimer een brandweerman waarschuwde dat er een stuk remschijf precies op de ideale lijn lag, stapte deze zonder op te letten de baan op en werd gegrepen door Takazumi Katayama. Die vloog tientallen meters door de lucht, over de liggende Fau en de strobalen. Bij de brandweerman werd een been afgerukt, wat later fataal bleek te zijn. Pas na vier ronden werd de race afgevlagd en toen bij de organisatoren de ernst van de situatie doordrong werd Patrick Pons, die met een beenwond in een ambulance lag, uit de auto gezet met de mededeling dat men hem nu niet kon helpen. Pons zakte in het rennerskwartier in elkaar en werd daarna alsnog naar het ziekenhuis gebracht.
Giacomo Agostini tekende eind 1973 een contract bij Yamaha, dat hem de kans gaf ook in de Daytona 200 uit te komen. Agostini gaf zelf aan dat dit de belangrijkste reden was en dat hij zelfs aan MV Agusta-teamleider Corrado Agusta had gevraagd alleen voor die race op een ander merk te mogen starten. MV Agusta kwam in de 350cc-klasse enkele malen aan de start, maar verscheen niet meer in de vierde race, de GP des Nations. Men achtte de MV Agusta 350 4C kansloos en een nieuwe machine, die in ontwikkeling was, was nog lang niet klaar. Yamaha trok nog meer rijders aan, die soms direct, soms via de importeurs gesteund werden, zoals Teuvo Länsivuori, Dieter Braun, John Dodds, Paul Smart en Bruno Kneubühler. Harley-Davidson trok Walter Villa aan als opvolger van de overleden Renzo Pasolini. Suzuki kwam na jaren terug in het wereldkampioenschap wegrace, maar nu in de zwaarste klasse. Men trok Barry Sheene en Paul Smart aan om met de Suzuki RG 500 viercilinder te rijden. Het plotselinge vertrek van Ángel Nieto naar Derbi stelde het team van Morbidelli voor een probleem. Men moest weken voor aanvang van het seizoen op zoek naar een coureur. Börje Jansson was een droomkandidaat, maar die kwam niet terug op zijn besluit om te stoppen. In april werd gemeld dat Rolf Minhoff de nieuwe rijder zou worden, maar uiteindelijk reed Paolo Pileri een teleurstellend seizoen op de 125cc-Morbidelli. Andersom reageerde Derbi positief op de wens van Nieto om terug te keren, maar dat merk moest nu haastig nieuwe fabrieksracers voor de 50-, 125- en 250cc-klasse gaan bouwen. Na het seizoen 1974 stopte het team van Van Veen als fabrieksteam om meer tijd te besteden aan de ontwikkeling van de Van Veen OCR 1000. In de jaren hierna leverde Van Veen toch nog regelmatig de snelste Kreidler-blokjes aan verschillende coureurs.
1975
Tijdens het FIM-congres in oktober 1974 waren vaste tijden vastgesteld voor de raceklassen: 30 minuten voor de 50cc-klasse en 45 minuten voor de overige klassen. Vooral MV Agusta wilde langere races, omdat haar viertaktmotoren minder benzine verbruikten dan de tweetaktmotoren, die dus grotere (zwaardere) tanks moesten gebruiken óf tankstops moesten maken. De Snaefell Mountain Course en het circuit van Opatija werden definitief afgekeurd en zouden vanaf 1976 hun WK-status verliezen en de circuits van Imatra en Brno moesten ingrijpend verbeterd worden.
Teuvo Länsivuori testte al in december 1974 Suzuki's in de Verenigde Staten. Eind december tekende hij volgens de Finse krant Helsingin Sanomat ook een contract voor de 500- en de 750cc-klasse. Johnny Cecotto maakte indruk in de Daytona 200 en in de eerste races van het wereldkampioenschap met de productieracers die hij van de Venezolaanse Yamaha-importeur Venemotos kreeg. Yamaha nam hem echter na de GP van Spanje op in haar fabrieksteam.
De organisatie in Imola verliep bepaald niet zoals het hoorde. De 500cc-klasse startte met een uur en een kwartier vertraging. Het publiek, dat al de hele dag in de hete zon zat, vierde hierna de overwinning van Agostini door de baan op te lopen en toen hierdoor weer vertraging ontstond besloot men de zijspanrace gewoon af te gelasten. Hoewel geen enkele toprijder naar het eiland Man reisde, had de Isle of Man TT over belangstelling niet te klagen. Er waren 78 inschrijvingen voor de Lightweight 250 cc TT, 85 voor de Junior TT en de Senior TT en ook 85 voor de beide (500- en 1.000 cc) Sidecar TT's. De Masaryk-Ring in Tsjecho-Slowakije was op last van de FIM flink gewijzigd. De gevaarlijke stukken door dorpen en de stad Brno waren eruit en het was veel veiliger. Vreemd was wel dat juist de nieuwe ingevoegde stukken asfalt zodanig vol met bulten en kuilen zaten dat de coureurs na de eerste trainingen controleerden of hun frames niet gebroken waren. Bovendien stonden er nog steeds vangrails langs de baan en verbood de organisatie zonder aanwijsbare redenen het gebruik van slicks. Door het gedwongen gebruik van regenbanden op de droge baan vlogen twee zijspancombinaties van de baan nadat het loopvlak van de achterband had losgelaten. Hoe ondeskundig en eigenwijs de organisatie was bleek uit het feit dat Tony Mills van Dunlop Tyres en Claude Cortignie van Michelin een gezamenlijke brief opstelden waarin ze alle verantwoordelijkheid voor deze beslissing afwezen.
Kawasaki was al actief in de 750cc-klasse, maar presenteerde voor het seizoen 1975 ook een 250cc-racer, een tandemtwin. De 500 cc Kawasaki H 1 R kreeg waterkoeling. BMW werd in de zjispanklasse definitief afgetroefd door de tweetaktmotoren. Terwijl Klaus Enders in 1974 nog wereldkampioen was geworden, haalde de snelste BMW in de openings-GP in Frankrijk niet eens punten: Otto Haller/Erich Haselbeck werden met de ex-Auerbacher-BMW elfde. Piovaticci trok Jan Thiel en Martin Mijwaart als constructeurs aan. Hun 50cc-racer kon vanaf het begin van het seizoen in handen van Eugenio Lazzarini goed meekomen, maar een 125cc-exemplaar kwam pas halverwege het seizoen in Assen aan de start. De machine was toen in elk geval nog veel te zwaar. In november 1975 maakte Yamaha plotseling bekend te zullen stoppen met alle race-activiteiten. Dat betekende dat alle fabrieksrijders op straat stonden, maar velen konden verder als semi-fabrieksrijder, gesteund door hun importeur. Kort na de mededeling dat Yamaha zou stoppen, kwam eenzelfde bericht van Suzuki. Dat sloeg de hoop van een aantal coureurs op een fabriekscontract bij Suzuki in de grond.
1976
| De FIM stelde in 1976 geluidsnormen in, maar de invoering ervan verliep tamelijk chaotisch. Tijdens de eerste race in Frankrijk kregen de coureurs al meteen ontheffing om met ongedempte uitlaten te rijden. De regel was zó nieuw, dat de FIM zelf zei dat deze te laat was afgekondigd. De geluidsnorm was alleen een probleem voor de MV Agusta 350 4C, die veel vermogen verloor met geluidsdempers. Tweetaktmotoren hadden dat probleem niet. In Finland werd de geluidskeuring vervolgens een farce, waarbij de organisatie alles in het werk stelde om MV Agusta tegemoet te komen. Eerst was het de bedoeling de geluidskeuring over te slaan, maar dat kon reglementair niet. Men accepteerde vervolgens een valse opgave van de boring/slagverhouding van het team, terwijl die toch vrij algemeen bekend was: 54 × 38 mm. Daardoor werd de meting bij een bepaalde gecorrigeerde zuigersnelheid uitgevoerd bij 7.000 tpm, terwijl dat 10.000 tpm had moeten zijn. De meting kwam uit op 113 dB(A) en MV Agusta claimde een vermogensverlies van 3 pk. |

De voorjaarsvergadering van de FIM werd in februari 1975 in Genève gehouden. Men stelde voor 1976 de maximale tankinhoud vast: voor 50cc-machines 10 liter, voor 125cc-machines 14 liter, voor 250cc-machines 18 liter en voor grotere motoren inclusief de zijspanklasse 24 liter. Bij gebruik van mengsmering mocht daar 1 liter aan worden toegevoegd voor de olie. Hoewel de organistoren intussen verplicht waren de beste 15 best geklasseerde rijders van het afgelopen jaar en de eerste 5 van het lopende jaar een start te geven, bleven coureurs klagen over de willekeur waarmee starts werden "geschonken" aan lokale rijders.
Giacomo Agostini wist bij MV Agusta af te dwingen dat hij in de 750cc-klasse met andere merken mocht rijden. Dat was zijn voorwaarde om terug te keren naar Italië. In december 1975 werd al bekend dat Yamaha vier Yamaha TZ 750's klaar had staan: drie voor Agostini en een voor de Nederlander Wil Hartog. Hartog ging echter met Suzuki rijden in de 500- en de 750cc-klassen. Barry Sheene tekende een contract met de Britse Suzuki-importeur Suzuki-GB voor de 500- en de 750cc-klasse. In het team zaten ook John Williams en John Newbold. Nadat hij bij MV Agusta vervangen was door Giacomo Agostini schafte Phil Read een privé-motor aan: een Suzuki RG 500, maar enkele weken later werd hij opgenomen in het "Life Racing Team" (geleid door Alberto Pagani) met motoren van de Italiaanse Suzuki-importeur SAIAD.
In Oostenrijk was er nogal wat verwarring vóór de races. Om te beginnen waren er een aantal coureurs naar het circuit afgereisd die daar te horen kregen dat ze (sommigen ondanks een contract) geen startgeld kregen omdat de organisatie "zich bedacht had". Daar was zelfs Jon Ekerold bij, die in 1975 nog tweede in de 500cc-klasse was geworden op de Salzburgring. De reden was niet moeilijk te raden: de organisatie ging ervan uit dat de coureurs na de lange reis ook zonder startgeld wel zouden starten. Verder was er verwarring over het al dan niet gebruiken van geluidsdempers op de uitlaten. Die verwarring was al in Frankrijk begonnen, maar toen had de wegracecommissie van de FIM verklaard dat de verplichting werd uitgesteld omdat ze te laat bekend was gemaakt. Pas op de vrijdag voor de trainingen besloot men te komen tot een definitieve invoering van de geluidsdempers bij de GP van België. De Grand Prix van Zweden begon met een rijdersstaking van de 250cc-klasse. De coureurs wilden slicks gebruiken, maar de organisatie verbood dat. Volgens de FIM-reglementen waren slicks vanaf 350 cc toegestaan, maar de andere organisatoren deden er niet moeilijk over. De Zweden volgden het reglement en de coureurs werden dan ook in ongelijk gesteld. Een aantal topcoureurs kwam niet eens naar Zweden: Agostini vond het startgeld te laag, Cecotto concentreerde zich op de 350cc-klasse (die niet op het programma stond) en Michel Rougerie had een ernstig auto-ongeluk gehad.
Toen vrijwel alle fabrieken zich teruggetrokken hadden, bleven er alleen importeurs- en sponsorteams over. Zo ontstonden "Team ELF" (Bruno Kneubühler, Michel Rougerie en Philippe Coulon), het "Marlboro-Api Racing Team" (Giacomo en Felice Agostini), het "Life Racing Team" (Phil Read), "Heron Suzuki GB" (Barry Sheene en John Williams) en "Team Castrol" (Johnny Cecotto, Phil Read, Wil Hartog, Boet van Dulmen en Alex George). Agostini zette de MV Agusta 500 4C al na enkele wedstrijden aan de kant en de 350cc-versie haalde slechts 1 keer de finish: Ago won de TT van Assen. Bultaco trok de topconstructeurs Jan Thiel en Martin Mijwaart aan. Zij werkten verder aan de Piovaticci racers die voor veel geld (2 miljoen gulden) van een Bultaco-logo werden voorzien. Door stakingen getroffen konden Thiel en Mijwaart voor aanvang van het seizoen geen nieuwe machines ontwikkelen. Ángel Nieto werd de enige coureur voor de fabriek, hoewel er plannen waren om ook Ricardo Tormo in het team op te nemen. In Finland werd steeds duidelijker dat het niet boterde tussen Pier Paolo Bianchi en Jörg Möller, hoofdcontsructeur van Morbidelli enerzijds, en Paolo Pileri anderzijds. Tijdens het Italiaans kampioenschap in Misano kwam het tot een uitbarsting tussen Möller en Pileri en werd de laatste ontslagen. Zijn 250cc-Morbidelli werd aan Giacomo Agostini uitgeleend en Pileri startte op een Yamaha TZ 350. Aan het einde van het seizoen maakte Yamaha bekend weer met een officieel fabrieksteam te gaan beginnen. Giacomo Agostini en Steve Baker werden uitgenodigd als rijders, maar Ago ging als privérijder het nieuwe seizoen in en Johnny Cecotto werd in het fabrieksteam opgenomen. MV Agusta moest in december 1976 bekendmaken dat de race-activiteiten werden beëindigd. De Italiaanse regering had besloten dat de (verliesgevende) productie van wegmotoren naar Ducati in Bologna moest verhuizen en de nieuwe 500cc-boxermotor bleek niet sterk genoeg om kans te maken in de 500cc-klasse.
1977
Tijdens het najaarscongres van 1976 besloot de FIM dat de puntentelling vanaf 1977 werd veranderd: voortaan telden alle wedstrijden. Verder mochten landen die door eigen wetgeving geen races konden organiseren (zoals Zwitserland) nu hun eigen Grand Prix in een ander land houden, terwijl andere landen twee GP's mochten organiseren als ze minstens 2.500 km uit elkaar lagen (zoals in de Verenigde Staten de circuits van Daytona en Laguna Seca). De Formule 750 werd een officieel wereldkampioenschap. Ook het probleem van het al dan niet toestaan van slicks werd eenvoudig opgelost: eigen keuze en verantwoordelijkheid van de coureur. Er kwam eindelijk een soort "gradinglist", die de organisatoren per klasse 15 namen gaf van coureurs die gecontracteerd moesten worden, en de organisatie daarnaast de keuze liet 21 andere coureurs op de deelnemerslijst te zetten, mits de top vijf van de lopende competitie daar bij hoorden (het was immers mogelijk dat een opkomend talent nog niet op de lijst stond, maar wel goed presteerde).
Steve Baker werd met een Yamaha tweede in de 500cc-klasse en was daarmee verreweg de beste Yamaha-coureur. Daar kwam nog bij dat hij met grote overmacht wereldkampioen in de Formule 750 werd. Na het seizoen hoorde hij echter niets meer van Yamaha, zelfs toen hij zelf probeerde via een telex contact op te nemen. Daarop besloot hij voor het seizoen 1978 maar een contract te tekenen met het Suzuki-team van Roberto Gallina.
Op het eerste gezicht kwam Johnny Cecotto er bij de valpartij in Oostenrijk vanaf met een armbreuk, maar hij zou bijna zijn hele seizoen missen. Pas drie maanden later, in Zweden, kwam hij terug en hij begon ook meteen weer wedstrijden te winnen.
De GP van Oostenrijk eindigde in chaos nadat er een ernstig ongeval was gebeurd in de 350cc-race. De Zwitser Hans Stadelmann verongelukte hierbij en een groot aantal coureurs weigerde daarna nog te starten. De 125cc-race ging nog gewoon door, maar de 500cc-klasse had slechts veertien starters waarvan er zes de finish haalden. Het ongenoegen was dan ook groot: Volgens de rijders zouden de marshals gele vlaggen hebben gezwaaid, terwijl bij de volledige geblokkeerde baan rode vlaggen gezwaaid hadden moeten worden (die waren niet bij elke baanpost aanwezig, een baancommissaris mocht die beslissing zelf ook niet nemen). Bij gebrek aan een draagbaar werd Stadelmann door twee man naar een verderop geparkeerde ambulance gedragen. Ambulances konden het ongeval niet bereiken omdat de race pas acht ronden later werd afgevlagd, terwijl de wrakstukken van vijf motorfietsen de baan blokkeerden. Ze waren al onderweg naar het ziekenhuis met de eerste slachtoffers (Johnny Cecotto (armbreuk), Franco Uncini (licht gewond), Dieter Braun (hersenschudding en beschadigde nekwervels) en Patrick Fernandez (ernstig gewond door open wonden aan rug en zij en veel bloed verloren)) toen Hans Stadelmann op de chaos van de geblokkeerde baan inreed en verongelukte. De coureurs werden aanvankelijk tevredengesteld door de organisatie totdat berichten uit het ziekenhuis binnenkwamen: De chirurgen in het ziekenhuis hadden hun handen al vol doordat er een groot ongeluk in de buurt van Salzburg was gebeurd. Braun zou een uur met - naar men toen nog dacht - een gebroken nek op de gang hebben gelegen en Fernandez zou minstens een half uur hebben liggen schreeuwen van pijn voordat hij geholpen kon worden. Bovendien mocht de nieuwe mobiele kliniek van dokter Costa niet gebruikt worden omdat buitenlandse artsen in Oostenrijk alleen eerste hulp mochten verlenen en werd Brian Littler, die zich met de veiligheid bezighield, door de politie uit het rennerskwartier verwijderd omdat hij protesteerde tegen de gang van zaken. De FIM nam wel maatregelen tegen de wedstrijdleider (schorsing voor de rest van het seizoen), niet tegen de stakende coureurs.
De Grand Prix van Joegoslavië kostte de levens van Giovanni Ziggiotto (gevallen tijdens de trainingen) en Ulrich Graf (gevallen in de 50cc-race). Deze wedstrijd, die van de coureurs nog vaak respijt had gekregen omdat de organisatoren veel werk maakten van de veiligheid, bleek door de hoge rotswanden en trottoirbanden toch echt te gevaarlijk en werd na 1977 verplaatst naar het Automotodrom Grobnik in Rijeka.
Hoewel de machines al enkele jaren klaar waren, kwam Kawasaki pas in 1977 aan de start met de Kawasaki KR 250, een tandemtwin met roterende inlaten. Men stuurde twee Japanse coureurs, Masahiro Wada en Akihiko Kiyohara, die werden ondersteund door de ervaren Mick Grant en Barry Ditchburn.
1978
Het invullen van de kalender bleef problematisch, vooral nu de Formule 750 ook een officieel wereldkampioenschap was. De F-750 races van België en de Verenigde Staten vielen zelfs gelijk met de GP's van Tsjecho-Slowakije en Joegoslavië, waardoor Kenny Roberts, die hoog genoteerd stond in drie klassen, in elk geval één wereldtitel moest laten schieten.
Na de Grand Prix des Nations kreeg de FIM te maken met een storm van protesten van de zijspancoureurs tegen de nieuwe BEO van Rolf Biland. Dit was feitelijk een auto zonder linker voorwiel: beide achterwielen zaten op één lijn en waren aangedreven en de bakkenist was nu passagier geworden. Hij kon rustig in zijn stoeltje het einde van de race afwachten. Binnen de bestaande reglementen kon de FIM echter niets doen. De combinatie had slechts twee sporen (het rechter achterwiel zat achter het voorwiel) en voldeed daarmee aan de eisen.
Rolf Biland oogstte veel kritiek toen hij met zijn revolutionaire "raceauto met drie wielen", de BEO 77 A op de circuits verscheen. Hij bewees het ongelijk van zijn tegenstanders ook enkele keren, want hij won de Grand Prix van Spanje én een internationale race in Mettet met de "normale", door Ernst Trachsel gebouwde TTM-Yamaha. Toch viel zelfs zijn eigen bakkenist Kenny Williams hem af.
Pat Hennen werd opgenomen in het fabrieksteam van Suzuki (Texaco-Heron Suzuki GB) en deed het beter dan zijn teamgenoot Barry Sheene, maar tijdens de Senior TT raakte hij ernstig gewond (schedelbreuk) bij een valpartij ter hoogte van Bishopscourt. Op het moment van het ongeval was hij op de baan in gevecht met Tom Herron, die echter 20 seconden later gestart was en dus eigenlijk een voorsprong op Hennen had. Herron probeerde met handsignalen te waarschuwen dat Hennen het rustiger aan moest doen, maar die verbrak zelfs het ronderecord, tot het bij Bishopscourt fout ging. Uiteindelijk lag Pat Hennen twee maanden in coma.
George O'Dell, wereldkampioen in de zijspanklasse in 1977, bestelde in 1978 ook een BEO-combinatie in Zwitserland, omdat dat de enige mogelijkheid zou zijn om Rolf Biland te verslaan. Zijn bakkenist Cliff Holland dreigde daarop zijn carrière te beëindigen omdat hij niet als passagier in het stoeltje wilde gaan zitten. Het probleem loste zichzelf op een vervelende manier op: In mei raakte eerst Cliff Holland ernstig gewond tijdens een race op Brands Hatch en O'Dell crashte tijdens de trainingen voor de Sidecar TT waarbij hij een been brak.
Harley-Davidson besteedde haar race-activiteiten uit aan een nieuw team, gesponsord door helmenfabrikant Nolan. Dat kreeg alle fabrieksracers en een aantal productieracers. Voor Walter Villa, die het helemaal niet meer zag zitten bij Harley-Davidson, betekende dit echter goed nieuws. Binnen het nieuwe team wilde hij wel met de Harley's blijven rijden. Zijn teamgenoot werd Claudio Lusuardi. In mei was de nieuwe 250cc-Harley-Davidson met roterende inlaten klaar, maar kort daarna werd bekend dat AMF-Harley-Davidson het contract met de voormalige Aermacchi-fabriek niet zou verlengen en de Italiaanse Harley-Davidson-vestiging zou worden verkocht. Walter Villa stapte daarna over op een MBA.
Motobécane trok zich al na één slecht verlopen seizoen terug uit de racerij, maar de twee oude fabrieksracers werden ter beschikking gesteld aan Thierry Espié. Die kon er in 1977 geen indruk mee maken, maar in 1978, nadat hij in de winter samen met zijn monteur aan de machines gesleuteld had, ging het juist zonder fabriekssteun veel beter. Jean Bidalot sleutelde dan ook aan de Motobécane, en Jean had in de 50cc-klasse ook al een goede machine, de "Association Bidalot Fourès" van Patrick Plisson.
Suzuki Britain (Texaco-Heron Suzuki) kromp haar 500cc-team in tot twee man. Na het ontslag van Steve Parrish bleven alleen Barry Sheene en Pat Hennen over. Via het Italiaanse Nava-Olio Fiat team van Roberto Gallina kreeg Steve Baker de oude fabrieks-Suzuki's van Barry Sheene, maar tijdens het seizoen kreeg hij ook de nieuwe RG 500 met getrapte cilinderblokken. Na het ongeval van Pat Hennen op het eiland Man kreeg Wil Hartog diens machine en vanaf de Belgische GP kreeg ook Michel Rougerie, met het oog op het halen van de constructeurstitel, een fabrieks-Suzuki, de reservemotor van Barry Sheene. Aan het einde van het seizoen waren de verhoudingen ten opzichte van Sheene behoorlijk bekoeld; zijn monteurs weigerden in Finland zelfs een krukaslager te vervangen waardoor Sheene uitviel. De monteurs van Pat Hennen werkten daarentegen met veel plezier samen met Willy van Wanrooy, de monteur van Wil Hartog.
In tegenstelling tot Suzuki breidde Yamaha haar fabrieksteam juist uit, maar officieel was Johnny Cecotto de enige fabriekscoureur, Steve Baker werd vervangen door Kenny Roberts die door Yamaha USA van materiaal werd voorzien en Takazumi Katayama kreeg zijn machines via Yamaha Europa. Yamaha had voor de YZR 500 het nieuwe Yamaha Power Valve System ontwikkeld. Dat zou alleen gebruikt worden door Johnny Cecotto en fabriekstester Ikujiro Takai, maar bij de GP van Spanje bleek men ook aangepaste cilinders voor Takazumi Katayama en Kenny Roberts te hebben meegebracht. De drie verschillende teams leverden wel een probleem op: Toen Roberts na Silverstone voorzicht polste of hij hulp van Katayama en Cecotto kon verwachten was dat niet mogelijk omdat beide andere coureurs bij andere teams hoorden en Yamaha niet durfde te bemiddelen.
1979
In 1979 reden de zijspannen in twee klassen: B2A, de meer conventionele zijspannen en B2B, de op de Beo geïnspireerde combinaties met moderne techniek. Doordat er twee klassen waren, moesten organisatoren kiezen welke ze in het programma lieten opnemen. Meestal koos men voor de B2A in het Grand Prix-weekend, om vervolgens de B2B te combineren met een Formule 750-race.
Johnny Cecotto brak eind april in Oostenrijk een knieschijf en moest een deel van het seizoen als toeschouwer meemaken. Hij was weer terug bij de Joegoslavische GP in juni. Daar viel hij opnieuw en pas in Nederland werd vastgesteld dat hij een bovenbeenbreuk had.
Thierry Espié raakte tijdens de TT van Assen zodanig gewond dat zijn seizoen erop zat. Zijn 125cc-Motobécane werd uiteindelijk aan Guy Bertin gegeven, die er twee Grands Prix mee won.
Takazumi Katayama en Mick Grant misten een groot deel van het seizoen omdat ze de Honda NR 500 testten. Die machine debuteerde in de Britse Grand Prix.
Ángel Nieto raakte in juli geblesseerd tijdens de Grand Prix van Portugal, een internationale wegrace zonder WK-status. Het leek erop dat hij de rest van het seizoen zou missen, maar in augustus startte hij weer in de Britse Grand Prix. Hij was echter in het ziekenhuis wereldkampioen geworden, want Maurizio Massimiani viel uit in de GP van Zweden.
Zijspancoureur Jock Taylor kocht een Seymaz-combinatie voor de B2B-klasse, maar kon niet wennen aan de naafbesturing. Nadat zijn bakkenist Jimmy Neil bij een ongeluk een pols brak reed hij in Oulton Park met vervanger Dave Powell. Die verongelukte tijdens die race. Daarop gebruikte Jock Taylor zijn oude Windle-combinatie in de B2A-klasse. Met een nieuwe vervanger, de 125cc-coureur Benga Johansson, won hij vervolgens de Zweedse Grand Prix.
Het circuit van Spa-Francorchamps was helemaal vernieuwd, van 14 naar 7 kilometer ingekort en opnieuw geasfalteerd, maar de "feestelijke" opening tijdens de Belgische Grand Prix werd een aanfluiting. De FIM had vijf weken voor de Grand Prix het circuit goedgekeurd, maar toen Kenny Roberts vier weken voor de GP een promotiebezoek bracht had het wegdek nog geen toplaag en waren er nog geen vangrails geplaatst. Al tijdens de vrijdagochtendtraining ontdekten de coureurs dat het circuit spiegelglad was en sommigen probeerden het zelfs met regenbanden terwijl er geen druppel gevallen was. De zijspanrijders hadden minder problemen met het wegdek, maar tekenend was dat ze in de training zelfs sneller waren dan de 500cc-rijders. Spoedoverleg leidde ertoe dat de aanwezige Minister van Openbare Werken Guy Mathot een groot aantal mensen van de Civiele bescherming mobiliseerde die tot diep in de nacht met brandweer-, borstel- en veegwagens het wegdek te lijf gingen. Het hielp niet en hoewel Kenny Roberts, Kork Ballington en Barry Sheene zaterdag nog een vergadering belegden, reden de eerste coureurs toen al met hun caravans weg. 's Avonds gaven de coureurs een persconferentie waarin ze meedeelden dat ze niets tegen de organisatie of de FIM hadden, maar dat het circuit niet veilig genoeg was doordat er te veel olie in het asfalt verwerkt was. In de nacht van zaterdag op zondag ontstonden rellen onder het publiek, dat betaald had maar inmiddels al coureurs naar huis had zien gaan. Jack Middelburg en Boet van Dulmen wilden nog wel rijden, maar stonden voor onoverkomelijke problemen: ze werden bedreigd door fans van Wil Hartog en moesten de vlucht nemen. De coureurs die wel aan de start kwamen bewezen volgens de FIM dat er wel gereden kon worden, maar de machines werden duidelijk minder plat gelegd dan normaal. De FIM schorste in eerste instantie Kenny Roberts en Virginio Ferrari als de grootste "oproerkraaiers" en de Belgische Motorrijdersbond schorste een viertal coureurs, maar het Committee voor Veiligheid, Sportcoördinatie en Wedstrijden van de FIM zette de schorsing om in een boete en de BMB volgde dat voorbeeld.

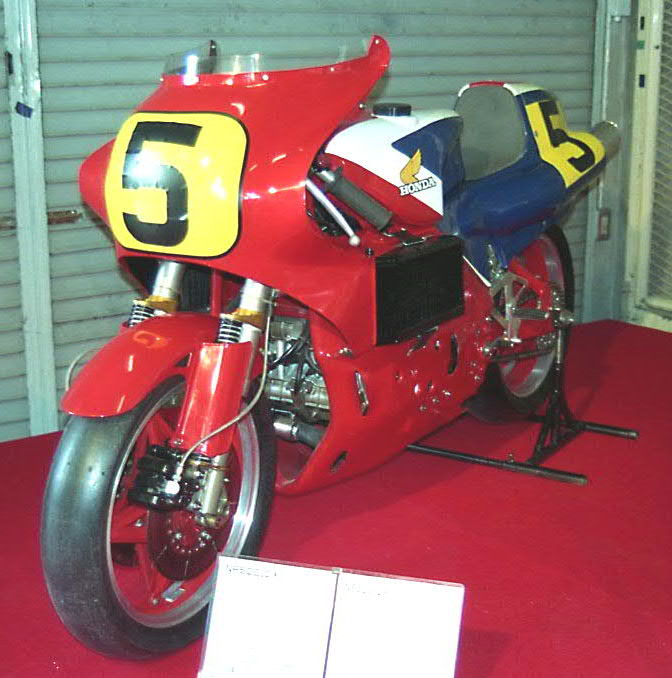
De Honda NR 500 debuteerde zeer teleurstellend aan het einde van het seizoen 1979

De Britse Grand Prix stond praktisch in het teken van het debuut van de nieuwe Honda NR 500 met viertaktmotor. Het hele seizoen was er gespeculeerd over de motor en Soichiro Honda zat persoonlijk op de tribune om het debuut mee te maken. Testrijder Takazumi Katayama had al gemeld dat het echte debuut van de nieuwe Honda racer in 1980 zou zijn, maar dat men bij wijze van test in augustus 1979 aan de Britse Grand Prix zou deelnemen. De letters "NR" stonden volgens de fabriek voor "New Racing". Al tijdens de trainingen waren er veel tegenslagen, zowel voor Katayama als voor zijn teamgenoot Mick Grant. Katayama kwalificeerde zich uiteindelijk als 38e, terwijl Grant zich niet eens wist te kwalificeren. Hij mocht starten omdat enkele rijders niet verschenen. De machines lekten olie en stuurden slecht en de acceleratie was ver beneden peil. De machines wilden niet aanslaan bij de duwstart en Grant viel al in de eerste bocht over zijn eigen olie. In de tweede ronde viel ook Suzuki-rijder Steve Parrish over dat oliespoor. Na de eerste ronde reed ook Katyama de pit in omdat het vermogen van zijn machine zeer teleurstellend was.

## Puntentelling
In de jaren zeventig bleef de puntentelling onveranderd.
| Plaats: | 1e | 2e | 3e | 4e | 5e | 6e | 7e | 8e | 9e | 10e |
| ------- | -- | -- | -- | -- | -- | -- | -- | -- | -- | --- |
| Punten: | 15 | 12 | 10 | 8  | 6  | 5  | 4  | 3  | 2  | 1   |

### Aantal (tellende) wedstrijden
De telling van het aantal wedstrijden was opnieuw erg ingewikkeld. Bij een even aantal wedstrijden werd het aantal wedstrijden gehalveerd en daar werd er één bij opgeteld. Dat betekende bijvoorbeeld in de 50cc-klasse van 1970: 10:2+1=6 tellende resultaten. In de andere klassen werd een oneven aantal wedstrijden gereden. Daar werd er eerst 1 bij opgeteld en daarna werd het aantal gehalveerd. Voor de 125cc-klasse van 1970 (11 wedstrijden) was dat bijvoorbeeld (11+1):2=7 tellende resultaten. In 1977 werd de telling gewijzigd: vanaf dat moment telden alle resultaten mee. 
|             | Races | Tellend | Races | Tellend | Races | Tellend | Races | Tellend | Races | Tellend | Races | Tellend | Races | Tellend | Races | Tellend | Races | Tellend | Races | Tellend |
| ----------- | ----- | ------- | ----- | ------- | ----- | ------- | ----- | ------- | ----- | ------- | ----- | ------- | ----- | ------- | ----- | ------- | ----- | ------- | ----- | ------- |
| Jaar        | 1970  | 1970    | 1971  | 1971    | 1972  | 1972    | 1973  | 1973    | 1974  | 1974    | 1975  | 1975    | 1976  | 1976    | 1977  | 1977    | 1978  | 1978    | 1979  | 1979    |
| 50 cc       | 10    | 6       | 9     | 5       | 8     | 5       | 7     | 4       | 10    | 6       | 8     | 5       | 9     | 5       | 7     | 7       | 7     | 7       | 7     | 7       |
| 125 cc      | 11    | 6       | 11    | 6       | 13    | 7       | 12    | 7       | 10    | 6       | 10    | 6       | 9     | 5       | 12    | 12      | 12    | 12      | 13    | 13      |
| 250 cc      | 12    | 7       | 12    | 7       | 13    | 7       | 11    | 6       | 10    | 6       | 11    | 6       | 11    | 6       | 12    | 12      | 12    | 12      | 12    | 12      |
| 350 cc      | 10    | 6       | 11    | 6       | 12    | 7       | 11    | 6       | 10    | 6       | 10    | 6       | 10    | 6       | 12    | 12      | 11    | 11      | 11    | 11      |
| 500 cc      | 11    | 6       | 11    | 6       | 13    | 7       | 11    | 6       | 10    | 6       | 10    | 6       | 10    | 6       | 11    | 11      | 11    | 11      | 12    | 12      |
| zijspan     | 8     | 5       | 8     | 5       | 8     | 5       | 8     | 5       | 8     | 5       | 7     | 4       | 7     | 4       | 7     | 7       | 8     | 8       |       |         |
| zijspan B2A |       |         |       |         |       |         |       |         |       |         |       |         |       |         |       |         |       |         | 7     | 7       |
| zijspan B2B |       |         |       |         |       |         |       |         |       |         |       |         |       |         |       |         |       |         | 6     | 6       |

## Klassen

### 50 cc
1970
Aan het begin van het seizoen 1970 stonden de sterren gunstig voor de Nederlandse 50cc-teams. Zowel Van Veen-Kreidler als Jamathi hadden sterke troeven. Hun motorfietsen waren bij de snelsten van het veld en Van Veen had Jan de Vries en Jos Schurgers als coureurs ingehuurd. Jamathi zou vanzelfsprekend weer een motorfiets ter beschikking stellen aan Paul Lodewijkx, maar die kreeg van de KNMV geen toestemming om te racen na zijn motorongeluk in 1969. Uiteindelijk kreeg Aalt Toersen de Jamathi. De Kreidlers en Jamathi's waren in de eerste helft van het seizoen te traag om Ángel Nieto met zijn Derbi te verslaan. In de tweede helft van het seizoen won Toersen drie races, maar het was niet voldoende om Nieto van de titel af te houden. 
1971
Van Veen-Kreidler had hard gewerkt om de machines van 1971 te verbeteren. Men claimde 20% minder luchtweerstand. Tijdens de Eifelrennen was al gebleken dat de Kreidlers snel waren: Jos Schurgers en Jan de Vries haalden daar de eerste twee plaatsen. De Kreidler-fabriek zelf had zich helemaal teruggetrokken uit de racerij. Privérijder Rudolf Kunz mocht zelfs geen gebruik maken van de testbank in de fabriek. De nieuwe Jamathi's waren bij aanvang van het seizoen nog niet klaar. De machines van 1970 hadden wel elektronische ontsteking gekregen, maar die gaf nog veel problemen. Toen de Jamathi's eenmaal in orde leken te zijn brak eerste rijder Aalt Toersen een middenvoetsbeentje. Intussen begon Jan de Vries met twee overwinningen aan een succesvol seizoen, dat uitgerekend door een val tijdens de TT van Assen even onderbroken werd. Van Veen huurde versterkingen in: Nico Polane en Barry Sheene en later ook Teuvo Länsivuori kregen een Van Veen-Kreidler. Derbi vroeg steun aan Gilberto Parlotti. Bij de voorlaatste Grand Prix stonden de Vries en Nieto gelijk in punten. De Vries won de GP des Nations en in Spanje, het thuisland van Nieto, werden een aantal minder sportieve middelen gebruikt om de Vries van slag te brengen. Het mocht niet baten voor Nieto: in een poging de Vries te volgen riskeerde hij te veel en hij viel, waardoor Jan de Vries wereldkampioen werd. 
1972
Als twee rijders met een gelijk aantal punten eindigden, moest één extra resultaat worden bijgeteld. Als dat ook geen winnaar opleverde werd het grootste aantal eerste t/m zesde plaatsen meegerekend en als ook dat gelijk was, moest de totaaltijd van de wedstrijden waarin beiden gefinish waren worden uitgerekend. Dit laatste moest gebeuren om Ángel Nieto uiteindelijk als wereldkampioen aan te kunnen wijzen. De Vries had drie wedstrijden gewonnen, Nieto twee, en allebei hadden ze drie tweede plaatsen gescoord. Als Nieto de 50cc-race in Spanje zou winnen en de Vries tweede zou worden, zou de wereldtitel beslist moeten worden door de tijden van deze twee over het hele seizoen te vergelijken. Dat gebeurde ook. Hoewel het Van Veen-team nog niet onder de indruk was toen Nieto in de trainingen een seconde sneller was, bleek in de race dat Jan de Vries inderdaad een seconde per ronde moest toegeven. Nieto had in het seizoen al 6,8 seconden sneller gereden dan de Vries, maar voegde daar nog eens 14,5 seconden aan toe. Beiden hadden nu bruto 81 punten en netto (alleen de beste vijf resultaten) 69, maar Ángel Nieto was toch wereldkampioen. Voor Nieto was dit na de 125cc-klasse de tweede wereldtitel die hij op één dag won.
1973
Zonder Derbi, dat in 1973 niet meer in de 50cc-klasse startte, was het alleen nog spannend of de Jamathi's het de Van Veen-Kreidlers moeilijk zouden kunnen maken. Van Veen had Bruno Kneubühler gecontracteerd om Jan de Vries te ondersteunen. Jamathi had Theo Timmer als rijder. De Van Veen-Kreidlers waren echter moeilijk te verslaan, zelfs als de Vries een van zijn slechte starts had. De Vries viel twee keer uit, maar won alle andere races en werd overtuigend wereldkampioen. 
1974
Het Van Veen-Kreidler team had Henk van Kessel en de jonge Belg Julien van Zeebroeck als coureurs aangetrokken, maar ze kregen technische hulp van de gestopte wereldkampioen Jan de Vries. Jamathi kende veel technische problemen waardoor de enige echte concurrentie van andere Kreidler-rijders kwam. Van Kessel won echter zes races en werd met overmacht wereldkampioen.
1975
In 1975 was de rol van de Nederlandse coureurs in de 50cc-klasse vrijwel uitgespeeld, maar de winnende motorfietsen hadden allemaal een Nederlandse achtergrond. Ángel Nieto en Julien van Zeebroeck reden met Van Veen-Kreidlers uit 1974 en Eugenio Lazzarini met een Piovaticci die door Jan Thiel en Martin Mijwaart was gebouwd. Juist het enige écht Nederlandse merk, Jamathi, kwam er na het vertrek van Thiel en Mijwaart niet meer aan te pas. Nieto won zes van de acht races. In België concentreerde hij zich meer op het afhouden van de concurrentie om van Zeebroeck vrij baan te geven en in Zweden werd hij tweede omdat hij al wereldkampioen was en het "rustig aan deed". 
1976
Ángel Nieto moest het seizoen 1976 beginnen met een machine waar weliswaar "Bultaco" op stond, maar die in feite de 1975 Piovaticci was. Jan Thiel en Martin Mijwaart bouwden tijdens het seizoen de nieuwe monocoque machine waarmee hij wereldkampioen werd. De concurrentie had het niet veel makkelijker. Herbert Rittberger kwam pas goed op stoom toen het "oude" team van Van Veen hem in Assen een Kreidler-blokje gaf, maar toen was Nieto al niet meer te achterhalen. 
1977
Net als in 1976 waren de machines van Bultaco niet op tijd klaar voor het begin van het seizoen. Bovendien besloot de firma Van Veen weer motorblokjes ter beschikking te stellen aan enkele rijders: Herbert Rittberger en Eugenio Lazzarini. Toch waren de Bultaco-coureurs Ángel Nieto en Ricardo Tormo over het algemeen wel sneller dan de concurrentie en uiteindelijk eindigden ze als eerste en derde in het 50cc-wereldkampioenschap, dat slechts zeven wedstrijden kende. 
1978
Ángel Nieto besloot zich op de 125cc-klasse te concentreren en liet 50cc-Bultaco aan Ricardo Tormo. Nadat Herbert Rittberger stopte kreeg Eugenio Lazzarini de nieuwe Van Veen-Kreidler, terwijl Rittberger zijn oude machines aan Julien van Zeebroeck verkocht. Het kampioenschap ging tussen Lazzarini en Tormo, maar Patrick Plisson was misschien wel de meest opvallende deelnemer. Hij reed sterk met de Franse ABF en werd zelfs derde in het wereldkampioenschap. Tormo won vijf van de zeven GP's en werd wereldkampioen. 
1979
De 50cc-klasse was in 1979 minder spannend dan misschien werd verwacht, vooral omdat de fabrieks-Bultaco's geen rol van betekenis konden spelen. Eugenio Lazzarini had zijn Kreidler voorzien van een Van Veen-blokje dat door voormalig coureur Herbert Rittberger was getuned. Hij viel in de eerste race en boycotte de Belgische Grand Prix, maar won alle andere wedstrijden, waardoor Rolf Blatter in de laatste Grand Prix nog slechts een theoretische kans op de titel had. Die race won Lazzarini echter ook. 

#### Wereldkampioenen
| Jaar | Naam              | Land | Merk              |
| ---- | ----------------- | ---- | ----------------- |
| 1970 | Ángel Nieto       | SPA  | Derbi             |
| 1971 | Jan de Vries      | NED  | Van Veen-Kreidler |
| 1972 | Ángel Nieto       | SPA  | Derbi             |
| 1973 | Jan de Vries      | NED  | Van Veen-Kreidler |
| 1974 | Henk van Kessel   | NED  | Van Veen-Kreidler |
| 1975 | Ángel Nieto       | SPA  | Van Veen-Kreidler |
| 1976 | Ángel Nieto       | SPA  | Bultaco           |
| 1977 | Ángel Nieto       | SPA  | Bultaco           |
| 1978 | Ricardo Tormo     | SPA  | Bultaco           |
| 1979 | Eugenio Lazzarini | ITA  | Van Veen-Kreidler |

### 125 cc
1970
De 125cc-klasse mocht in 1970 slechts twee cilinders en zes versnellingen hebben. De fabrieksracers uit Japan waren van het toneel verdwenen, maar de "oude" Suzuki RT 67's werden nog steeds gebruikt door Dieter Braun, Aalt Toersen en één keer door Barry Sheene. Derbi stapte af van de eerder gebruikte 125cc-motor met twee krukassen en gebruikte nu een meer conventionele liggende tweecilinder. MZ, dat weinig geld maar wel een enthousiaste constructeur (Walter Kaaden) had, gebruikte de "oude" eencilinder RE 125, maar experimenteerde ook met een tandemtwin. Dave Simmonds moest zich nog steeds redden met zijn verouderde Kawasaki, maar had al voor aanvang van het seizoen te horen gekregen dat hij geen steun van de fabriek meer zou krijgen. Incidentele, kleine succesjes waren er voor de nieuwe machines van Maico, Morbidelli en Moto Villa. Ángel Nieto was het hele seizoen snel met de Derbi, maar werd in de eerste helft geplaagd door technische problemen, benzinetekort en valpartijen. Dat gaf Dieter Braun de kans vier GP's op rij te winnen. Toen Nieto vervolgens ook wedstrijden begon te winnen was de wereldtitel al bijna buiten bereik, vooral ook omdat de nieuwe Morbidelli van Gilberto Parlotti klaar was. Nieto moest op het laatst alle races winnen om nog wereldkampioen te worden, maar dat lukte niet en de titel ging naar Braun.
1971
In de 125cc-klasse reed Dieter Braun nog steeds met de intussen tamelijk oude Suzuki RT 67 fabrieksracer. De onderdelenpositie begon echter nijpend te worden en Braun verkocht zijn Suzuki na de Duitse Grand Prix aan Harald Bartol om zelf over te stappen op een eencilinder Maico, minder snel, maar wel voorzien van reservedelen. Chas Mortimer kreeg voor de Isle of Man TT een 125cc-fabrieks-Yamaha, waarmee hij won. De rest van het seizoen mocht hij in de 125- en de 250cc-klasse met fabrieks-Yamaha's uitkomen. Het werd een spannend seizoen, vooral door de tegenstand die Nieto ondervond van de jonge Barry Sheene. Die stond bij aanvang van de laatste race zelfs aan de leiding van het kampioenschap, terwijl Nieto zijn machine met moeite kon aanduwen door een beenwond die hij opliep in de 50cc-race. In de eerste ronden van die laatste Grand Prix zaten Nieto, Sheene, Dieter Braun, en Börje Jansson dicht bij elkaar, maar daarna liepen Sheene en Nieto weg van de rest. Doordat Braun viel en Jansson motorproblemen kreeg kwam Chas Mortimer op de derde plaats terecht, maar in de voorlaatste ronde viel Sheene terug doordat zijn Suzuki begon in te houden. Nieto won de race én de wereldtitel, in de race werd Mortimer tweede en Sheene derde. In het wereldkampioenschap werd Barry Sheene tweede en Börje Jansson werd derde.
1972
De 125cc-klasse bleef in 1972 lang spannend omdat Ángel Nieto een bruto-puntenachterstand opliep op Börje Jansson, Kent Andersson en Chas Mortimer. Bovendien werden de eerste twee races geheel onverwacht gewonnen door Gilberto Parlotti met de nieuwe Morbidelli. Parlotti verongelukte tijdens de Isle of Man TT. Nieto wist de schade in de laatste races pas te herstellen en werd alsnog wereldkampioen.
1973
De overstap van Ángel Nieto naar Morbidelli pakte slecht uit. Kent Andersson was in de eerste vier wedstrijden niet te verslaan, maar brak een been tijdens de TT van Assen. Hij had echter geen directe concurrent. Zijn tegenstanders presteerden te wisselvallig om hem ooit te bedreigen. Jos Schurgers had met zijn zelfbouw Bridgestone, ondanks veel uitvallers door een slechte versnellingsbak, lang uitzicht op de tweede plaats in het kampioenschap, maar verspeelde die aan het einde van het seizoen aan Chas Mortimer. 
1974
In de 125cc-klasse kreeg Yamaha in 1974 weinig tegenstand, hoewel die misschien wel verwacht werd van Ángel Nieto, die na zijn teleurstellende jaar bij Morbidelli weer terug was gegaan naar het team van Derbi. Kent Andersson concentreerde zich bijna helemaal op deze klasse en won vijf van de tien races. 
1975
Jörg Möller had in 1974 de leiding van het technische team van Morbidelli overgenomen, maar moest toen nog werken met de bestaande motorfietsen. In 1975 had hij zijn nieuwe machines klaar en die waren zo snel en betrouwbaar, dat er teamorders nodig waren om Paolo Pileri wereldkampioen te laten worden. In ruil daarvoor mocht Pier Paolo Bianchi kampioen van Italië worden. Kent Andersson kon daar met zijn Yamaha TA 125 niets tegen doen. Jan Thiel en Martin Mijwaart bouwden een 125cc-Piovaticci, maar die was te laat klaar om het seizoen mee te beginnen. Eugenio Lazzarini haalde er toch nog drie podiumplaatsen mee. 
1976
Nadat Pier Paolo Bianchi door teamorders van Morbidelli in 1975 tweede viool moest spelen in de 125cc-klasse, liet hij er in 1976 geen misverstand over bestaan wie de beste was. In Zweden won hij de vijfde van zes wedstrijden waardoor hij niet meer ingehaald kon worden. Ángel Nieto kreeg pas gedurende het seizoen zijn nieuwe, door Jan Thiel en Martin Mijwaart ontwikkelde Bultaco goed aan het lopen en eindigde als tweede in het kampioenschap. 
1977
Bijna iedereen reed in 1977 met een Morbidelli en dat er zo weinig uitvallers in de deze klasse waren betekende dan ook dat de Morbidelli-productieracers erg betrouwbaar waren. Bultaco had graag meer tegenstand willen bieden, maar het duurde tot halverwege het seizoen eer Martin Mijwaart en Jan Thiel de nieuwe machines klaar hadden. Morbidelli had het probleem van twee toprijders opgelost door Paolo Pileri in de 250cc-klasse in te zetten, en zo kon Pier Paolo Bianchi ongehinderd naar de wereldtitel rijden door zeven van de twaalf races te winnen. 
1978
Technicus Jörg Möller ging van Morbidelli naar Minarelli en die machines waren vanaf het begin van het seizoen erg snel. Eerste rijder Pier Paolo Bianchi kreeg zelfs steun van Ángel Nieto, die ontevreden was met zijn 125cc-Bultaco en overstapte naar Minarelli om in dienst van Bianchi te rijden. Bianchi verspeelde zijn kansen door een val tijdens de Finse Grand Prix, waarbij hij een gecompliceerde beenbreuk opliep. Daardoor kon Eugenio Lazzarini met zijn MBA nog tamelijk eenvoudig wereldkampioen worden. Een andere opvallende rijder was Thierry Espié met de Motobécane, een werkstuk van Jean Bidalot, die zich ook met de snelle 50cc-ABF had bemoeid. 
1979
Ángel Nieto won de eerste zeven races en was na de TT van Assen al bijna zeker van de wereldtitel, maar hij nam deel aan de boycot van de Belgische Grand Prix en raakte daarna tijdens de Grand Prix van Portugal (een internationale race zonder WK-status) geblesseerd en werd in het ziekenhuis opgenomen. Zijn belangrijkste belager Thierry Espié was in Assen geblesseerd geraakt en daarom kon Maurizio Massimiani zeer theoretisch nog kampioen worden. Toen Massimiani tijdens de Grand Prix van Zweden in de vijftiende ronde van zijn motorfiets werd gereden door Walter Koschine was de wereldtitel voor Nieto definitief. Nieto hoorde ervan in het ziekenhuis, net als zijn manager/hoofdconstructeur Jörg Möller, diens vrouw en chefmonteur Daniële Battaglia, die alle drie met een voedselvergiftiging in een Bolgonees ziekenhuis lagen. Na het wegvallen van Espié had Motobécane geprobeerd diens 125cc-machine in handen van Michel Rougerie gegeven, maar die kon er niet mee starten omdat hij gesponsord werd door ELF terwijl de Motobécane onder contract van Castrol stond. Uiteindelijk vond men Guy Bertin als rijder en die slaagde waar Espié twee jaar lang gefaald had: hij won twee GP's.

#### Wereldkampioenen
| Hideo Kanaya (Yamaha) startte 1973 in de 250cc-race op Monza als snelste, achtervolgd door de rest van het rijdersveld. Toen 1 minuut en 50 seconden verstreken waren zouden de eerste coureurs weer uit de Parabolica-bocht het rechte stuk op moeten rijden, maar het bleef stil. Toen de eerste rijders richting de pit gingen, reden ze maar langzaam. Sommigen kwamen zelfs tegen de rijrichting terugrijden vanaf de Curva Grande. Mick Grant stopte huilend bij zijn pitbox, sommigen kwamen lopend terug. In de eerste bocht had een valpartij plaatsgevonden, die het leven kostte aan Renzo Pasolini en Jarno Saarinen. Omdat het hele veld nog bij elkaar lag ontstond een enorme carambolage, waarbij twaalf coureurs betrokken waren. Pasolini en Saarinen stierven aan hoofdletsel, maar hadden ook nog andere verwondingen. Onmiddellijk na het ongeval ontstond een strijd tussen organisatoren, pers en deelnemers over de oorzaak van het ongeval. De belangen waren enorm: De Isle of Man TT was dit jaar geboycot door de toprijders na de dood van Gilberto Parlotti in de TT van 1972 en de veiligheid van de circuits stond overal ter discussie. Dat werd nog versterkt toen weken later in de Curva Grande drie doden vielen tijdens het Italiaanse 50-juniorenkampioenschap. Getuigen waren er buiten de deelnemers niet: de baancommissarissen hadden het niet zien gebeuren en de Curva Grande was niet bereikbaar voor het publiek. In de Curva Grande moet Dieter Braun (Mitsui-Yamaha) op de eerste plaats hebben gelegen. Chas Mortimer herinnerde zich nog iets van het gebeurde. Volgens hem gleed Saarinen weg en kaatste zijn Yamaha via de vangrail terug de baan op. Kanaya raakte de Yamaha en ging over de kop. Mortimer viel zelf ook en Pasolini werd geraakt door de Yamaha van Mortimer. Een andere versie, waarbij slechts gesproken werd van "getuigen", meldt dat Pasolini probeerde Dieter Braun buitenom te passeren, weggleed en Braun in zijn val meenam, waarna een groot aantal rijders, waaronder Saarinen, op de rijders en hun machines in gereden waren. Weer een andere versie: Walter Villa had in de 350cc-race met zijn lekkende Benelli een oliespoor langs de hele baan gelegd. Dat was overal opgeruimd, behalve in de Curva Grande. In de 250cc-race viel Villa over zijn eigen oliespoor en leidde daardoor een massaval in. Er was sprake van een oliespoor op de baan, maar dat was na de valpartij van twaalf motorfietsen niet meer te controleren. Toch was dat oliespoor er vrijwel zeker, want in de pauze tussen de 350- en de 250cc-race hadden zelfs journalisten er bij de organisatie op aangedrongen de baan beter schoon te maken. Coureur John Dodds had dat ook gedaan, maar werd zelfs door de organisatoren bedreigd met uitsluiting van de 250cc-race. Een Franse journalist werd door de politie weggestuurd toen hij er bij de baancommissarissen op bleef aandringen de "olievlag" te blijven zwaaien in de Curva Grande. Daar kwam nog bij dat ook coureurs beseften dat de Curva Grande, waar ze ongeveer 200 km/h reden, gevaarlijk was. Er stonden vangrails voor de autoraces, maar motorfietsen konden hierdoor terugkaatsen op de baan, ondanks de strobalen die ervoor geplaatst waren. Saarinen had zijn zorgen hierover al kenbaar gemaakt, net als over de slechte reparatiestukken ter plaatse, waardoor het asfalt niet vlak was. Bovendien was er ander asfalt dan het originele gebruikt. Het was dan ook logisch dat de meeste coureurs die iets van de valpartij hadden gezien ervan uitgingen dat de olie op de baan de oorzaak was. Organisatoren, inclusief de overkoepelende FIM, trokken zich in die dagen nog niets aan van de coureurs. Behalve de echte toprijders waren ze ook afhankelijk van de organisatoren, die start- en prijzengelden bepaalden en ook beslisten of de privérijders van het Continental Circus werden uitgenodigd. Tijdens het onderzoek naar het ongeluk speelden de belangen van de betrokkenen een grote rol. Zowel de organisatoren als de fabrikanten hadden er belang bij de schuld bij een ander te leggen. De organisatoren, die al bekritiseerd waren over het gebrekkige circuit, kwam al snel met de verklaring dat de Yamaha van Saarinen én de Harley-Davidson allebei vastgelopen waren. Hoewel er nog even sprake van was dat de monteurs van Yamaha en Aermacchi (Harley-Davidson) elkaars motorblokken zouden onderzoeken, gebeurde dat niet. De Yamaha werd onder toezicht van de onderzoekscommissie (onder leiding van Sandro Colombo) geopend door de monteurs Ferry Brouwer en Masayasu Mizoguchi en daarbij werden geen sporen van een vastloper gevonden. De zuigers konden vrij bewegen en waren niet beschadigd. De Harley werd ook geopend, maar hierbij was de onderzoekscommissie niet aanwezig. Het rapport van de onderzoekscommissie bleef lang onbekend maar in oktober 1973 verscheen het. Volgens de commissie was het ongeluk begonnen met een val van Pasolini, doordat zijn Harley-Davidson een vastloper had. |

| Jaar | Naam                | Land | Merk       |
| ---- | ------------------- | ---- | ---------- |
| 1970 | Dieter Braun        | DUI  | Suzuki     |
| 1971 | Ángel Nieto         | SPA  | Derbi      |
| 1972 | Ángel Nieto         | SPA  | Derbi      |
| 1973 | Kent Andersson      | ZWE  | Yamaha     |
| 1974 | Kent Andersson      | ZWE  | Yamaha     |
| 1975 | Paolo Pileri        | ITA  | Morbidelli |
| 1976 | Pier Paolo Bianchi  | ITA  | Morbidelli |
| 1977 | Piero Paolo Bianchi | ITA  | Morbidelli |
| 1978 | Eugenio Lazzarini   | ITA  | MBA        |
| 1979 | Ángel Nieto         | SPA  | Minarelli  |

### 250 cc
1970
| De Harley-Davidson RR 250 had in 1975 waterkoeling en bracht Walter Villa de wereldtitel |
| Walter Villa werd in 1976 wereldkampioen 250 cc met de Harley-Davidson RR 250            |
| Kawasaki KR 250 uit 1977. Het startnummer "1" paste er (toen) nog niet bij               |

Ondanks het verdwijnen van de officiële fabrieksracers bleef Yamaha de 250cc-klasse overheersen. Rodney Gould en Kent Andersson gebruikten een Yamaha TD 2 productieracer, maar kregen zowel geld als onderdelen van de fabriek in ruil voor hun ervaringen met de machines, zodat die verbeterd konden worden. Een opmerkelijke debutant was Jarno Saarinen, die voor het eerst in het wereldkampioenschap wegrace reed. In zijn eerste jaar haalde hij al drie keer het podium en hij eindigde als vierde in de 250cc-eindstand. Regerend wereldkampioen Kel Carruthers kon door het maximum aantal cilinders (twee) niet meer met zijn Benelli rijden en gebruikte een Yamaha TD 2. Voor hem zou het een seizoen vol tegenslag worden. Santiago Herrero verraste met zijn Ossa en ging na drie GP's zelfs aan de leiding van het kampioenschap, maar verongelukte tijdens de Isle of Man TT. Tijdens het seizoen ontstonden vaak mooie gevechten tussen Carruthers en Gould, maar Carruthers werd geplaagd door pech. Hij won desondanks vier GP's, maar Rodney Gould won er zes en werd wereldkampioen.
1971
MZ had nog een klein 250cc-fabrieksteam met Günter Bartusch als rijder, maar niets kon opboksen tegen de Yamaha TD 2 B productieracers. Aermacchi had inmiddels net als Yamaha een tweecilinder tweetakt ontwikkeld, waar dankzij de goede verstandhouding met Kel Carruthers ook Yamaha-techniek bij was gebruikt. De Yamaha van Phil Read was getuned door Helmut Fath en had een Kröber thyristorontsteking en een Quaife-zesversnellingsbak, schijfrem voor en achter en een frame dat door Read zelf was ontworpen. Read won er in de eerste helft van het seizoen drie achtereenvolgende races mee, geholpen door het feit dat Rodney Gould vaak uitviel. Tijdens de training voor de GP van Tsjecho-Slowakije brak Read een schouderblad en een sleutelbeen, waardoor hij kansloos leek te worden voor de wereldtitel. Een paar weken later reed Phil Read echter weer, nog wel gehinderd door zijn blessures. Hij wist tot de Ulster Grand Prix een punt voorsprong te behouden, maar in Ulster viel hij uit. Concurrent Rodney Gould nam de leiding in het kampioenschap, maar werd in Ulster slechts zesde, waardoor zijn voorsprong klein was. In de laatste race had Gould aan een vierde plaats genoeg om wereldkampioen te worden, maar hij viel meteen na de start uit, waardoor Read nu aan de vierde plaats genoeg had. Read werd echter tweede en daarmee wereldkampioen. 
1972
Yamaha leverde officieel geen fabriekssteun in 1972, maar via het dealernetwerk waren er wel degelijk semi-fabrieksracers beschikbaar en die gebruikten deels de Yamaha YZ 635 met waterkoeling. Ze kregen vooral tegenstand van Renzo Pasolini met de Aermacchi. Dieter Braun kwam in 1972 aan de start met een tandemtwin die door zijn monteurs Sepp Schlögl, Toni Mang en Alfons Zender in elkaar was gezet met gebruikmaking van Maico-onderdelen. Daarom kwam hij als "SMZ" in de uitslagenlijsten te staan. De strijd ging tussen vier rijders: de Yamaha-coureurs Jarno Saarinen, Rodney Gould en Phil Read en Renzo Pasolini. Allemaal werden ze geplaagd door pech en daardoor waren er niet minder dan zes winnaars in dertien races. Saarinen begon pas na de helft van het seizoen wedstrijden te winnen, maar toen waren het er meteen drie op rij en uiteindelijk ook nog een vierde en daarmee wist hij in het wereldkampioenschap Pasolini nipt te verslaan.
1973
Het overlijden van Jarno Saarinen in Monza was aanleiding voor Yamaha om het fabrieksteam terug te trekken, maar tot dat moment waren Saarinen en Hideo Kanaya soeverein gebleken. Teuvo Länsivuori kreeg toch nog steun van de fabriek, maar kon niet op tegen Dieter Braun, die een luchtgekoelde Yamaha TZ 250 zelf tot waterkoeling had omgebouwd.
1974
Hoewel men voor aanvang van het seizoen veel verwachtte van de Yamaha TZ 250 productieracers, bleek de nieuwe watergekoelde versie van de Harley-Davidson RR 250 bijzonder sterk. Walter Villa, aangetrokken als vervanger van de verongelukte Renzo Pasolini, won vier wedstrijden, vaak geholpen door zijn teamgenoot Michel Rougerie. Opmerkelijk was dat geen enkele andere coureur meer dan één wedstrijd wist te winnen. Dieter Braun werd zelfs zonder een enkele overwinning tweede in het kampioenschap. Wellicht dat daar de fout van Yamaha lag. Als men een fabrieksrijder had aangewezen had Walter Villa zeker meer tegenstand gehad. Een opvallende nieuwkomer was de Japanner Takazumi Katayama. Hij won niet alleen een Grand Prix, maar hij was ook bijzonder geliefd bij zijn collega's. Toen Yamaha in de gaten kreeg dat de wereldtitel naar Harley-Davidson zou gaan kreeg hij een speciaal geprepareerde machine. Juist nu de veiligheid op de circuits steeds beter werd, bereikte de situatie een dieptepunt tijdens de Grand Prix van Spanje op het stratencircuit van Montjuïc. In de 250cc-race viel de Fransman Bernard Fau, die daarbij gewond raakte. Onderdelen van zijn machine lagen op de baan, maar de baancommissarissen bleken geen enkel contact te hebben met hun collega's vóór de bewuste bocht waardoor de aanstormende coureurs niet door vlagsignalen gewaarschuwd werden. Bovendien kon een ambulance de plaats van het ongeluk niet bereiken. Toen Chas Mortimer een brandweerman waarschuwde dat er een stuk remschijf precies op de ideale lijn lag, stapte deze zonder op te letten de baan op en werd gegrepen door Takazumi Katayama. Die vloog tientallen meters door de lucht, over de liggende Fau en de strobalen. Bij de brandweerman werd een been afgerukt, wat later fataal bleek te zijn. Pas na vier ronden werd de race afgevlagd en toen bij de organisatoren de ernst van de situatie doordrong werd Patrick Pons, die met een beenwond in een ambulance lag, uit de auto gezet met de mededeling dat men hem nu niet kon helpen. Pons zakte in het rennerskwartier in elkaar en werd daarna alsnog naar het ziekenhuis gebracht.
1975
In de 250cc-klasse waren de Harley-Davidsons van Walter Villa en Michel Rougerie meestal de snelsten, maar daar kwam nog bij dat Yamaha geen fabriekssteun gaf en dat de Yamaha TZ 250's van Dieter Braun en Johnny Cecotto nogal wat betrouwbaarheidsproblemen kenden. Walter Villa won vijf Grands Prix en werd wereldkampioen. 
1976
Bij de Aermacchi-fabriek stonden bijna het hele seizoen 250- en 350cc-Harley-Davidson machines met roterende inlaten klaar om ingezet te worden, maar ze waren niet nodig. De zuigergestuurde tweecilinders waren met Walter Villa aan boord snel genoeg om zelfs de regelmatig voorkomende slechte starts van Walter goed te maken. Villa vroeg aan het einde van het seizoen, toen hij twee wereldtitels had binnengehaald, wel een contract. Hij was gewoon in loondienst bij Aermacchi. Van de elf 250cc-races had hij er zeven gewonnen. 
1977
Ondanks een goede openingsrace ging het aanvankelijk erg slecht met het team van Harley-Davidson. Halverwege het seizoen stond Franco Uncini op de vijfde plaats met 25 punten en Walter Villa op de negende plaats met 15 punten, terwijl Mario Lega met zijn Morbidelli al 43 punten had gescoord. De Yamaha TZ 250's liepen erg vaak vast, mogelijk doordat ze te veel toeren moesten maken om het gemis aan roterende inlaten te compenseren. Alan North was daar misschien wel het vaakst slachtoffer van, maar alle Yamaha-coureurs kregen met het probleem te maken. De nieuwe Kawasaki KR 250's waren de snelste machines van het veld, maar trilden kapot. Toen dit probleem was opgelost was het seizoen al verloren. Lega werd door goed en constant te presteren met slechts één overwinning wereldkampioen nadat hij door Morbidelli was aangetrokken als vervanger voor de geblesseerde Paolo Pileri.
1978
Kenny Roberts zette begin 1978 nog in op drie klassen: 250- en 500 cc en de Formule 750. Naarmate het jaar verstreek liet hij steeds meer 250cc-races schieten om zich op de andere klassen te concentreren. Zijn Yamaha had ook moeite genoeg met de snelle Kawasaki's van Kork Ballington en Gregg Hansford. Die machines waren intussen heel betrouwbaar geworden en bepaalden het 250cc-wereldkampioenschap in 1978. Het bleef wel tot de laatste race spannend omdat ze allebei veel races wonnen, maar uiteindelijk werd Kork Ballington wereldkampioen.
1979
In de 250cc-klasse was Kork Ballington bijna niet af te stoppen. Hij won drie races op rij, maar zijn zegereeks werd onderbroken toen Morbidelli de machine van Graziano Rossi eindelijk doorontwikkeld had. Nu won Rossi weer drie races, maar zijn wilde rijstijl en nieuwe technische problemen zorgden dat hij uiteindelijk toch slechts derde in het wereldkampioenschap zou worden, nog achter Ballington's teamgenoot Gregg Hansford.

#### Wereldkampioenen
| Jaar | Naam            | Land | Merk            |
| ---- | --------------- | ---- | --------------- |
| 1970 | Rodney Gould    | GB   | Yamaha          |
| 1971 | Phil Read       | GB   | Yamaha          |
| 1972 | Jarno Saarinen  | FIN  | Yamaha          |
| 1973 | Dieter Braun    | DUI  | Yamaha          |
| 1974 | Walter Villa    | ITA  | Harley-Davidson |
| 1975 | Walter Villa    | ITA  | Harley-Davidson |
| 1976 | Walter Villa    | ITA  | Harley-Davidson |
| 1977 | Mario Lega      | ITA  | Morbidelli      |
| 1978 | Kork Ballington | ZAF  | Kawasaki        |
| 1979 | Kork Ballington | ZAF  | Kawasaki        |

### 350cc
1970
Net als in de 500cc-klasse was Giacomo Agostini ook in de 350cc-klasse met zijn MV Agusta 350 3C niet te verslaan. Hij liet de Spaanse GP aan zich voorbij gaan om Angelo Bergamonti in zijn plaats te laten winnen, maar won alle (negen) andere wedstrijden. De weinige tegenstand kwam vooral van de viercilinder Benelli's en de Yamaha TR 2 productieracers. De Aermacchi Ala d'Oro 350 kwam er niet aan te pas, evenmin als de machines van MZ, die niet meer dan licht opgeboorde 250cc-racers waren.
1971
Nog steeds was Giacomo Agostini met zijn MV Agusta 350 3C niet te verslaan, tenminste niet door zijn tegenstanders. In 1971 kreeg hij voor het eerst problemen met de normaal zo betrouwbare MV Agusta: hij viel drie keer uit door technische problemen. Zijn wereldtitel kwam daardoor niet in het gedrang.
1972
In 1972 werd er voor het eerst geknaagd aan de hegemonie van Giacomo Agostini en MV Agusta, tenminste in de 350cc-klasse. Ago werd weliswaar wereldkampioen, maar won maar zes van de twaalf races. De andere zes werden door wisselende coureurs gewonnen, waarvan Jarno Saarinen de sterkste was. Saarinen won zelfs de eerste twee GP's, waarop MV Agusta Phil Read als versterking voor Agostini contracteerde. Enkele malen werd de nieuwe viercilinder MV Agusta 350 4C ingezet, die weliswaar sneller was dan de 350 3C, maar ook minder betrouwbaar. 
1973
Zonder fabrieksdeelname van Yamaha, dat zich na de dood van Jarno Saarinen had teruggetrokken, had de 350cc-klasse een makkelijke prooi voor MV Agusta kunnen worden, maar door de matige betrouwbaarheid van de machines kon Teuvo Länsivuori met zijn Yamaha TZ 350 tot in de voorlaatste Grand Prix (Finland) tegenstand bieden. Het was wel duidelijk dat Phil Read in dienst van Agostini moest rijden. Dat kostte hem zijn tweede plaats in het kampioenschap, die naar Länsivuori ging. Länsivuori scoorde zelfs meer punten dan Agostini, maar omdat de beste zes resultaten telden werd Agostini wereldkampioen. 
1974
MV Agusta startte in de 350cc-klasse in Frankrijk en in Oostenrijk, maar trok zich daarna terug. Men werkte hard aan een volwaardige 500cc-machine en aan de 750cc-racer, en achtte zich kennelijk kansloos tegen de Yamaha YZR 350 fabrieksracer en zelfs tegen de Yamaha TZ 350 productieracers. Omdat Harley-Davidson zich concentreerde op de 250cc-klasse konden de Yamaha's daardoor het seizoen beheersen, met toprijder Giacomo Agostini die de wereldtitel pakte. 
1975
MV Agusta bracht haar 350cc-racers in 1975 niet aan de start, maar toen Harley-Davidson nieuwe 350cc-racers presenteerde, verwachtte men een strijd met de fabrieks-Yamaha van Giacomo Agostini. Walter Villa gebruikte de 350cc-races echter alleen als training voor de 250cc-klasse. Toch kreeg Agostini genoeg tegenstand om de wereldtitel mis te lopen: Johnny Cecotto was met zijn Yamaha TZ 350 sneller. 
1976
Het grootste deel van het startveld bestond in 1976 uit Yamaha's, waarbij Johnny Cecotto met steun van de Venezolaanse importeur Venemotos eerste rijder voor het merk was. Cecotto presteerde echter zeer wisselvallig, terwijl de Harley-Davidson RR 350 nu een volwaardige 350 was waarmee Walter Villa moeilijk te verslaan was. Tegenstand van MV Agusta had Villa ook niet, want de MV Agusta 350 4C van Giacomo Agostini kon niet aan de geluidseisen voldoen en was hopeloos onbetrouwbaar. Walter Villa werd wereldkampioen door vijf van de tien GP's te winnen. 
1977
Yamaha werd in de 350cc-klasse alleen bedreigd door de driecilinder Yamaha's die in Nederland waren ontwikkeld door een extra cilinder aan een Yamaha TZ 250-motor te monteren. Met die motor reed Takazumi Katayama naar de wereldtitel. Het team van Harley-Davidson moest al snel erkennen dat hun 350cc-machines niet waren opgewassen tegen de Yamaha's, ook niet tegen de TZ 350 D tweecilinders, die niet eens roterende inlaten hadden. 
1978
Hoewel Takazumi Katayama aan het begin van het seizoen nog wel hoop had op het verlengen van zijn wereldtitel, was de overmacht van Kawasaki toch wel erg groot. Daar kwam nog bij dat de Yamaha driecilinder het hele seizoen niet meer aan de start kwam en Katayama moest het dus met een "gewone" Yamaha TZ 350 tweecilinder doen. Naarmate het seizoen vorderde richtte Katayama zich meer en meer op de 500 cc- en de Formule 750. In de 350cc-klasse had Kork Ballington (Kawasaki) minder tegenstand dan in de 250cc-klasse. Hij won zes Grands Prix en werd wereldkampioen. 
1979
Gregg Hansford had vooral in het begin van het seizoen een aantal teleurstellende resultaten door problemen met zijn nieuwe Kawasaki KR 350. Hij won wel enkele races, maar moest de wereldtitel overlaten aan zijn teamgenoot Kork Ballington, terwijl de tweede plaats naar Eugenio Lazzarini ging. Lazzarini had het hele seizoen constant gepresteerd zonder wedstrijden te winnen, tot de laatste race, toen de wereldtitel al onbereikbaar was geworden. 

#### Wereldkampioenen
| Jaar | Naam              | Land | Merk            |
| ---- | ----------------- | ---- | --------------- |
| 1970 | Giacomo Agostini  | ITA  | MV Agusta       |
| 1971 | Giacomo Agostini  | ITA  | MV Agusta       |
| 1972 | Giacomo Agostini  | ITA  | MV Agusta       |
| 1973 | Giacomo Agostini  | ITA  | MV Agusta       |
| 1974 | Giacomo Agostini  | ITA  | Yamaha          |
| 1975 | Johnny Cecotto    | VEN  | Yamaha          |
| 1976 | Walter Villa      | ITA  | Harley-Davidson |
| 1977 | Takazumi Katayama | JPN  | Yamaha          |
| 1978 | Kork Ballington   | ZAF  | Kawasaki        |
| 1979 | Kork Ballington   | ZAF  | Kawasaki        |

### 500 cc
1970
De 500cc-klasse werd in 1970 nog steeds beheerst door MV Agusta en Giacomo Agostini. Alle andere coureurs hadden een keuze uit verschillende mogelijkheden om de strijd tegen elkaar aan te gaan:
1. Bestaande maar verouderde Britse eencilinder racers gebruiken: De Britse eencilinders die nog meededen waren door tuners en framebouwers onder handen genomen en de Norton Manx was aanmerkelijk minder populair dan de Matchless G50, die bijvoorbeeld door Peter Williams (Arter-Matchless) werd gebruikt. Anderen kozen voor Matchless-blokken die in een Seeley frame hingen.
2. Nieuwe, maar eveneens kansloze racers gebruiken, zoals de Linto en de Paton 500cc-racers.
3. Snelle straatmodellen ombouwen tot racemotoren: Zo ontstonden de Kawasaki H 1 R raceversies van de Kawasaki H 1 500 Mach III en de Suzuki TR 500 raceversies van de Suzuki T 500.
4. Alternatieve motoren gebruiken, zoals de König-buitenboordmotor.
5. Een goede 350cc-racer opboren tot iets meer dan 350 cc: In 1970 gebeurde dat nog niet veel, maar de Yamaha TR 2 B, TR 3 en later de TZ 350 bleken goed opgewassen tegen de meeste 500cc-motoren.
De laatste drie opties hadden allemaal tweetaktmotoren, maar behalve de 350cc-Yamaha's moesten ze bijna altijd tankstops maken wegens hun hoge brandstofverbruik.
Agostini won zonder moeite al zijn GP's, maar in Spanje liet hij zijn pupil Angelo Bergamonti de kastanjes uit het vuur halen. Die had bijna het hele seizoen met een Aermacchi Ala d'Oro 402 gereden, maar in de laatste twee GP's kreeg hij een MV Agusta 500 3C. 
1971
1971 was opnieuw een jaar zonder concurrentie voor MV Agusta. De zescilinders, die men in ontwikkeling had, werden nooit gebruikt omdat ze niet nodig waren. Zelfs de Europese viertakt-concurrenten, zoals Paton, Linto en Seeley, moesten nu aansluiten achter de opgevoerde tweetakt-standaardmotoren, zoals de Kawasaki H 1 R en de Suzuki T 500. Agostini viel één keer met pech uit en startte niet in de Ulster Grand Prix en de GP van Spanje, maar won alle andere races. De tweede en de derde plaats gingen naar de opgevoerde Suzuki's van Keith Turner en Rob Bron. 
1972
Helmut Fath bouwde in de winter van 1971-1972 een viercilinder tweetaktmotor, die bedoeld was voor veteraan Billie Nelson, maar Nelson startte in de 500cc-klasse met een tot 351 cc opgeboorde Yamaha TR 3. Het gebrek aan concurrentie in de 500cc-klasse leidde ertoe dat Agostini en MV Agusta niet tot het uiterste hoefden te gaan om te winnen. Dat bleek in 1972 zelfs uit de rondetijden: die waren vaak langzamer dan de 350cc-klasse en nauwelijks sneller dan de 250cc-klasse. Agostini's teamgenoot Nello Pagani werd tweede op grote achterstand, maar achter hem eindigden twee opgeboorde Yamaha TR 3's: Bruno Kneubühler en Rodney Gould. 
1973
Net als in de 350cc-klasse begon Jarno Saarinen de 500cc-klasse voortvarend door de eerste twee GP's te winnen met zijn nieuwe viercilinder Yamaha TZ 500. Na zijn overlijden in Monza was het nog niet makkelijk voor MV Agusta, want men wisselde regelmatig tussen de oude (betrouwbaardere) driecilinders en de nieuwe viercilinders. Vooral Kim Newcombe, die zelf betrokken was bij de ontwikkeling van zijn König, bood goed tegenstand, tot zijn ongeluk in augustus. Phil Read werd met de MV Agusta wereldkampioen, maar Giacomo Agostini werd slechts derde. 
1974
Nadat de aanval van Yamaha op de hegemonie van MV Agusta in 1973 beëindigd was na het overlijden van Jarno Saarinen, had men voor het seizoen 1974 niemand minder dan Giacomo Agostini aangetrokken. Behalve de Yamaha YZR 500 fabrieksracers van Agostini en Teuvo Länsivuori waren er intussen ook veel Yamaha TZ 500 productieracers op de baan. MV Agusta, met Phil Read en Gianfranco Bonera, had het moeilijk tot men halverwege het seizoen de 430cc-motor van de 500 4C verving door een volwaardig 500cc-exemplaar. Bovendien werd men geholpen doordat Agostini in de Grand Prix van België een sleutelbeen brak. Uiteindelijk konden Read en Bonera de eerste twee plaatsen in het wereldkampioenschap grijpen. 
1975
Het seizoen van de 500 cc-rijders begon in 1975 met drie fabrieksteams: MV Agusta, Yamaha en Suzuki. Bij MV Agusta rommelde het omdat Phil Read niet tevreden was over zijn machines en Suzuki werd geplaagd door pech en valpartijen, vooral van Teuvo Länsivuori. Giacomo Agostini werd wereldkampioen, maar de titelstrijd werd pas in de laatste race beslist omdat Phil Read nog een kleine kans op de wereldtitel had. 
1976
Yamaha had in 1976 geen fabrieksteam meer en twee jaar na hun introductie in de 500cc-klasse bleken de Suzuki RG 500's oppermachtig. Zelfs de Yamaha TZ 500's konden ze niet bijhouden, maar er waren zelfs coureurs (zoals Boet van Dulmen) die het moesten stellen met tot 351 cc opgeboorde Yamaha TZ 350's. Officieel was er geen fabriekssteun, maar de Suzuki-GB Suzuki's van Barry Sheene waren zeker niet gelijk aan de productieracers die iedereen kon kopen. Toen bleek dat de MV Agusta 500 4C niet meer kon meekomen stapte zelfs Giacomo Agostini over op een Suzuki. Toen Sheene zeker was van de wereldtitel liet hij de rest van de GP's schieten. 
1977
Regerend wereldkampioen Barry Sheene zou in 1977 tegenstand moeten krijgen van de Venezolaan Johnny Cecotto, maar na het zware ongeluk in de GP van Oostenrijk miste Cecotto het grootste deel van het seizoen. Toen hij in de Zweedse Grand Prix eindelijk weer aan de start kwam, was Sheene's wereldtitel al bijna zeker, maar Cecotto won nog twee GP's. Steve Baker moest de honneurs voor Yamaha waarnemen, maar slaagde er niet in Sheene af te stoppen. 
1978
Barry Sheene dacht zijn wereldtitel wel te kunnen verdedigen, zeker tegen Kenny Roberts, die nog nooit op de Europese circuits gereden had. Dat viel erg tegen en halverwege het seizoen richtte Suzuki zich liever op de constructeurstitel. Daarom kreeg Wil Hartog de machine en de monteurs van Pat Hennen, die na een zware val tijdens de Isle of Man TT maandenlang in coma lag. Hartog en Michel Rougerie (en later ook Virginio Ferrari) moesten Sheene helpen, maar die had zelfs moeite zijn nieuwe teamgenoten bij te houden. Roberts richtte zich meer en meer op de 500cc-titel door de 250cc-klasse te verwaarlozen en werd verrassend in zijn eerste seizoen wereldkampioen. 
1979
Doordat Barry Sheene in het begin van het seizoen veel technische problemen kreeg kon Kenny Roberts een voorsprong in het wereldkampioenschap opbouwen. In de tweede helft kreeg Roberts juist problemen, vooral met zijn achterschokdemper. Daardoor kon Sheene een inhaalslag maken en bleef de spanning in het wereldkampioenschap bestaan tot in de laatste race in Frankrijk. In die race had Roberts aan één punt voldoende maar hij werd zelfs derde. De enige andere kanshebber Virginio Ferrari had de race moeten winnen maar hij viel in de dertiende ronde. Daarmee was de wereldtitel voor Roberts al zeker voor het einde van de race. Aan het einde van het seizoen kwam Honda terug op de circuits met de revolutionaire viertakt-NR 500, maar het werd een afgang. In Silverstone wist alleen Takazumi Katayama zich in het achterveld te kwalificeren en in Le Mans vielen beide Honda's buiten de kwalificatie.

#### Wereldkampioenen
| Jaar | Naam             | Land | Merk      |
| ---- | ---------------- | ---- | --------- |
| 1970 | Giacomo Agostini | ITA  | MV Agusta |
| 1971 | Giacomo Agostini | ITA  | MV Agusta |
| 1972 | Giacomo Agostini | ITA  | MV Agusta |
| 1973 | Phil Read        | GB   | MV Agusta |
| 1974 | Phil Read        | GB   | MV Agusta |
| 1975 | Giacomo Agostini | ITA  | Yamaha    |
| 1976 | Barry Sheene     | GB   | Suzuki    |
| 1977 | Barry Sheene     | GB   | Suzuki    |
| 1978 | Kenny Roberts    | USA  | Yamaha    |
| 1979 | Kenny Roberts    | USA  | Yamaha    |

### Zijspannen
| De nieuwe zijspancombinatie van Rolf Biland baarde in 1978 nogal wat opzien. Zijn BEO-Yamaha had niets meer van een "motorfiets met zijspan" en zijn bakkenist hoefde - behalve het aanduwen van de combinatie - ook niets meer te doen. Veel concurrenten vonden het meer een driewielige auto met triangel-wielophanging, naafbesturing en tweewielaandrijving. Na drie GP's, juist toen de TT van Assen op de rol stond, brak de hel los in het zijspankamp. Behalve Rolf Biland zelf was er niemand te vinden die blij was met de verschijning van de BEO 77A. En dat terwijl Werner Schwärzel, Göte Broding en Mac Hobson door de bouwers Beat Schmid en Guido Sieber in 1977 waren uitgenodigd voor proefritten. Wereldkampioen George O'Dell zei nog voor het seizoen: "Een technisch meesterwerk, maar Rolf zal er alleen in het rennerskwartier opzien mee baren. Om mee te rijden vind ik het maar niks". Na drie GP's bestelde O'Dell, hoewel hij het nog steeds niks vond, een BEO, omdat hij wel moest. Bakkenist Wolfgang Kalauch dreigde met een boycot van de TT van Assen en vond dat alle bakkenisten solidair moesten zijn. Kenny Williams, de bakkenist van Biland, vond het ook maar niks dat hij gewoon in zijn stoeltje kon blijven zitten. Hij realiseerde zich pas na de GP van Frankrijk waar hij zich mee had ingelaten: "Ik word liever derde met de TTM dan eerste met de BEO. Als we in Assen starten met de BEO moet ik me weer staan schamen op het erepodium". Biland verklaarde zelf over het "zittend werk" van Williams: "Ik wil Kenny wel vragen om te doen alsof hij moet turnen, als hij maar niet voor de opschriften van de sponsors gaat hangen." Tegen het einde van het seizoen, bij de Britse en de Duitse GP's, vonden er vergaderingen plaats met de technische commissie van de FIM, waaruit een aantal voorstellen kwam: - 1. De afwijking in spoor tussen het voor- en achterwiel niet groter dan 75 mm. - 2. Eén aangedreven wiel - 3. Geen naafbesturing en geen "auto"- wielophanging - 4. Slechts één wiel bestuurbaar - 5. Vastgestelde plaats van de motor (tussen voor- en achterwiel) - 6. Maximale breedte van de banden Er werd gezegd dat een aantal zijspancoureurs deze vergaderingen kwaad had verlaten. Dat was niet zo vreemd, want het grootste deel van deze wijzigingen betrof ook hun eigen combinaties. Sterker nog: de BEO had geen meesturend zijspanwiel omdat dit op dezelfde lijn als het achterwiel zat. De meeste andere combinaties hadden wel meesturende zijspanwielen. Men had vaak al bestellingen geplaatst voor 1979 en berekende dat deze wijziging de klagende coureurs zelf in totaal ongeveer 1.500.000 gulden zou gaan kosten. Er waren op dat moment 8 BEO-combinaties (ƒ 80.000,= per stuk), 18 Seymaz-combinaties en nog enkele TTM- en LCR-combinaties in aanbouw of besteld, en die waren ineens allemaal verboden. Men had zichzelf in de voet geschoten, en toen de FIM deze regels in haar najaarsvergadering bevestigde konden van de top acht alleen Werner Schwärzel (Fath) en Dick Greasley (Busch) hun combinaties houden. Een spoedvergadering begin december 1978 resulteerde in twee zijspanklassen voor 1979: B2A: De zijspancombinaties die voldeden aan de nieuwe reglementen, en B2B: De zijspancombinaties die daar nog niet aan voldeden (BEO, Seymaz, LCR en TTM). |

1970
De URS viercilinder die Helmut Fath had ontwikkeld was verkocht aan Friedl Münch, die Horst Owesle de kans gaf de machine in het WK te rijden. Fath zelf trok zich terug (hij reed alleen in Duitsland, samen met Josef Huber), waardoor zijn zwager en bakkenist Wolfgang Kalauch in het zijspan van Klaus Enders kon stappen. Diens bakkenist Ralf Engelhardt kon niet leven van het racen en was aan een andere carrière toe. Halverwege het seizoen, toen Kalauch geblesseerd was, kwam Engelhardt alsnog terug om het seizoen met Enders af te maken. Siegfried Schauzu reed nog steeds met een speciale BMW met  door Ludwig Apfelbeck ontwikkelde vierklepskoppen en dubbele bovenliggende nokkenassen. De zijspanklasse was de enige die pas in de laatste race beslist zou worden. Tot dat moment stonden Georg Auerbacher en Hermann Hahn twee punten voor op Enders/Engelhardt, maar Auerbacher haalde in de Ulster Grand Prix de finish niet en Enders werd wereldkampioen. 
1971
Nu Klaus Enders gestopt was om te gaan autoracen, was zijn BMW overgenomen door Richard Wegener. Hoewel de BMW's nog steeds erg sterk waren, werden ze intussen bedreigd door de opkomst van de tweetaktmotoren én de Münch-URS waarmee Helmut Fath al eens wereldkampioen was geworden. Die was nu in handen van Horst Owesle en het duurde even voor het succes kwam. Vanaf de TT van Assen begon Owesle podiumplaatsen en overwinningen te scoren en hij werd met drie verschillende bakkenisten (Julius Kremer, Peter Rutterford en John Blanchard) wereldkampioen. 
1972
Klaus Enders keerde terug in de zijspanrace na een jaar in de Formule 2 gereden te hebben. Hij miste de sfeer van de motorsport en bovendien kreeg hij onmiddellijk steun van BMW (2 motorblokken en onderdelen). Zijn tuner Dieter Busch wist uit de 500cc-boxermotor intussen ca. 72 pk bij 10.800 tpm te halen. Enders kreeg echter geen fabrieks-BMW motoren, die kregen Heinz Luthringshauser en Siegfried Schauzu. Het gevecht om de titel eindigde eigenlijk in Tsjecho-Slowakije met het overlijden van Hans-Jürgen Cusnik, de bakkenist van Heinz Luthringhauser. Die startte niet meer in de laatste race van het seizoen, waardoor Enders toch met enig gemak de titel kon grijpen.
1973
Met hun door Dieter Busch geprepareerde BMW wonnen Klaus Enders en Ralf Engelhardt alle GP's, behalve die van Finland, die door de toprijders geboycot werd. De grootste tegenstand kwam aanvankelijk van Jeff Gawley, tot zijn bakkenist Peter Sales vertrok mét de König-blokken die zijn eigendom waren. Toch ging de tweede plaats in het kampioenschap naar een König: Werner Schwärzel en Karl-Heinz Kleis. 
1974
In 1974 waren niet alleen de tweetaktmotoren weer sterker geworden, coureurs en constructeurs bouwden ook steeds meer hun eigen combinaties. Dieter Busch leverde monocoque-frames voor een aantal rijders en Rudi Kurth werkte hard aan de verbetering van zijn CAT-combinaties en verkocht er zelfs een aan Rolf Biland. De "Busch Spezial" BMW van Klaus Enders en Ralf Engelhardt bleek uiteindelijk het snelste, maar het verschil met de König van Werner Schwärzel was niet groot. 
1975
De zijspanklasse werd in 1975 vrijwel helemaal beheerst door machines die werden aangedreven door een tweetaktmotor van König. Er waren ook veel combinaties die vertrouwden op de motor van de Yamaha TZ 500 productieracer, waarbij die van Rolf Biland de meest opvallende was. Zijn Seymaz-Yamaha zat vol autotechniek en had een monocoque-frame. De wereldtitel ging echter naar Rolf Steinhausen en Josef Huber die met hun Busch-König drie races wonnen. 
1976

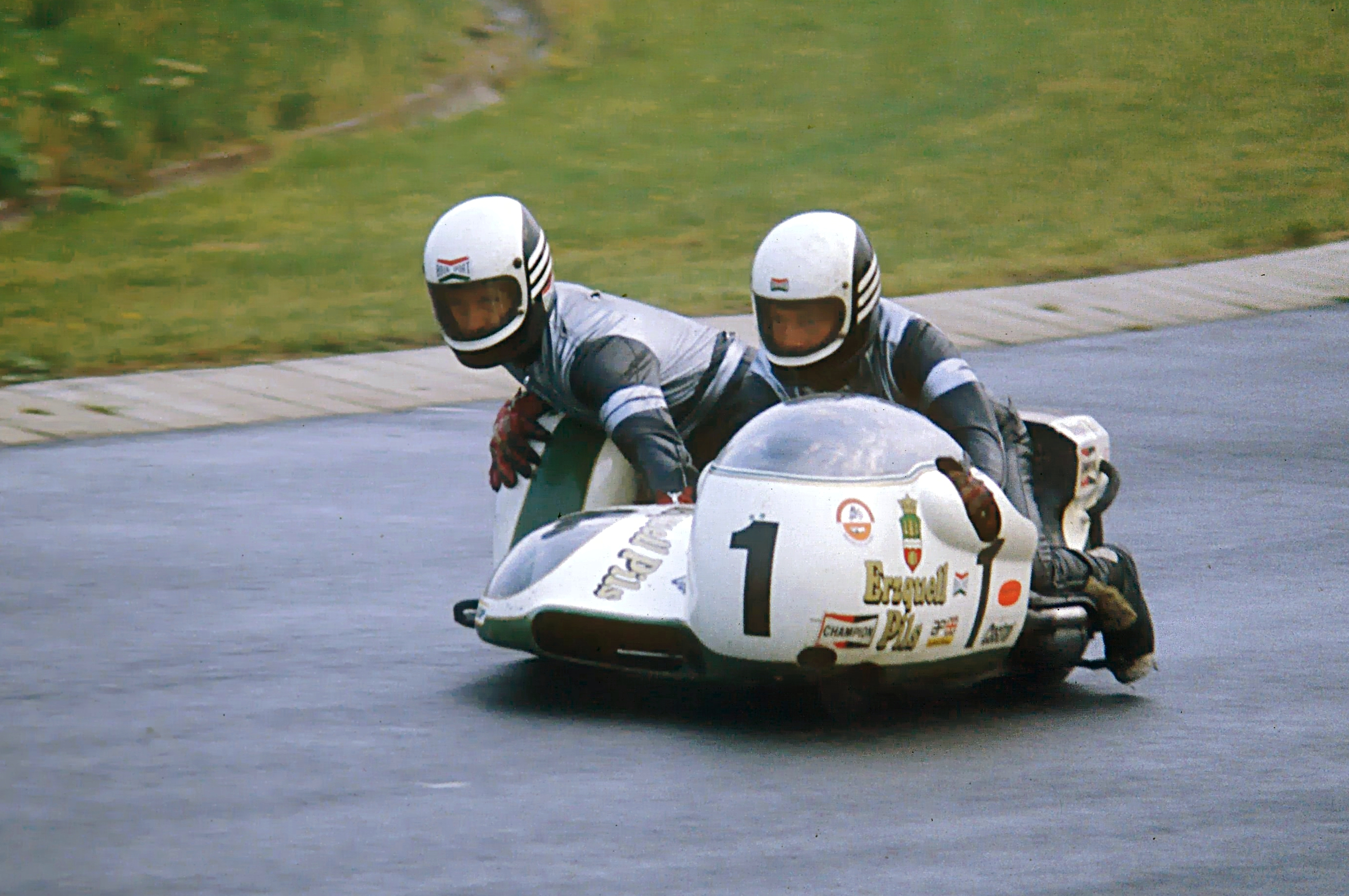
Rolf Steinhausen/Josef Huber trainen in 1976 op de Nordschleife

Doordat de Seymaz-Yamaha van Rolf Biland/Ken Williams zo vaak stuk ging was het al snel duidelijk dat de wereldtitel naar een König zou gaan. Het seizoen bleef lang spannend, waarbij de strijd om de wereldtitel ging tussen de Busch-König van Rolf Steinhausen en Josef Huber en de König van Werner Schwärzel en Andreas Huber. Uiteindelijk werden Steinhausen/Huber wereldkampioen.
1977
De zo succesvolle König-tweetakt-boxermotor werd in 1977 vrijwel geheel verdrongen door 500cc-motoren van Yamaha, soms Yamaha TZ 500's, soms tot 500 cc teruggebrachte Yamaha TZ 750's. De Yamaha-motor was weliswaar zwaarder, maar leverde een constanter en minder piekerig vermogen, hij was betrouwbaarder en onderdelen waren makkelijk te krijgen. Rolf Biland moest noodgedwongen zijn snelle Seymaz-Yamaha verkopen aan George O'Dell, maar met zijn goedkopere Schmid-Yamaha was hij vaak sneller dan O'Dell. Die laatste had ook nog een combinatie met een Windle-rijwielgedeelte. Die kon hij goed gebruiken toen hij in de training van Tsjecho-Slowakije zijn snelste machine in de soep reed. Alain Michel bouwde zijn GEP-Yamaha met veel techniek uit de autoracerij, met name de wielophanging en Rudi Kurth's CAT-Yamaha had een meesturend zijspanwiel, maar speelde geen rol in het WK. De wereldtitel ging naar George O'Dell, die met twee bakkenisten had gereden (Kenny Arthur en Cliff Holland) en geen enkele WK-race had gewonnen. 
1978
Rolf Biland vond dat George O'Dell zijn wereldtitel van 1977 te danken had aan het feit dat hij over twee zijspancombinaties beschikt had en hij zou in 1978 ook een tweede combinatie bouwen. Hij vertelde aan het begin van het seizoen nog niet hoe spectaculair nieuw deze BEO zou zijn. Bakkenist Kenny Williams moest de combinatie wel aanduwen, maar kon daarna in een kartstoeltje springen en de hele race gewoon blijven zitten. Toen Rolf Steinhausen zijn nieuwe Seymaz-combinatie presenteerde was hij er een beetje verlegen onder. Die combinatie had naafbesturing en een meesturend zijspanwiel en leek al zo veel op een auto dat zelfs Steinhausen er niet gelukkig mee was. Maar hij begreep ook dat hij met zijn tijd mee moest gaan. In Frankrijk verscheen Rolf Biland dan eindelijk met zijn nieuwe, spectaculaire BEO-Yamaha aan de start. Hoewel er regen dreigde startte iedereen op slicks en Biland beperkte zich de hele race tot het op enkele meters volgen van Alain Michel/Stu Collins. Het leverde een vreemd gezicht op: Collins die volop moest turnen om de Seymaz-Yamaha op de baan te houden, terwijl achter hem Kenny Williams als een werkloze passagier in het "zijspan" van Biland zat. Pas in de laatste ronde ging Biland simpel voorbij aan Michel om de race te winnen. Uiteindelijk werden Biland/Williams wel wereldkampioen, maar voor Kenny Williams was de lol eraf en hij beëindigde zijn carrière.
1979
Na alle commotie die was ontstaan door Rolf Biland's BEO-combinatie stelde de FIM in 1979 twee klassen in: de B2A-klasse voor conventionele zijspancombinaties met slechts één sturend wiel en één aangedreven wiel (door Biland consequent "veteranenklasse" genoemd), en de B2B, waar nieuwe constructies waren toegestaan.
B2A-klasse
Het reglement was voor meerdere interpretaties vatbaar. Daardoor was er steeds onenigheid met coureurs die hun B2B-combinaties probeerden aan te passen aan het B2A-reglement. Dat was ook een van de oorzaken dat het seizoen van Biland pas laat op gang kwam: hij kreeg zijn B2A-combinatie aanvankelijk niet door de keuring. Uiteindelijk werd hij wereldkampioen in de laatste race, waaraan hij met 8 punten achterstand op Rolf Steinhausen was begonnen.
B2B-klasse
Slechts twee combinaties maakten de dienst uit in de nieuwe B2B-zijspanklasse: de beide LCR-combinaties van Rolf Biland/Kurt Waltisperg en Bruno Holzer/Karl "Charlie" Meierhans. Dat waren ook de enige combinaties waarin de passagier op zijn buik kon blijven liggen terwijl de coureur als in een auto rechtop zat. Alain Michel/Michael Burkhard konden met hun Seymaz nog af en toe tegenstand bieden, maar in veel races werd de derde combinatie al op minstens een ronde gereden. Biland won vier races, terwijl Holzer uitsluitend tweede plaatsen scoorde. Het leek er dan ook op dat Biland wereldkampioen zou worden, maar tijdens de trainingen in Assen brak zijn voorwielophanging af waardoor hij van de baan vloog en een onderarm brak. Holzer werd weer tweede, maar ook wereldkampioen. Na dit ene seizoen besloot de FIM weer terug te gaan naar één zijspanklasse, met iets gemoderniseerde B2A-combinaties.

#### Wereldkampioenen
| Jaar | Klasse      | Rijder           | Land | Bakkenist                                     | Land   | Merk                        |
| ---- | ----------- | ---------------- | ---- | --------------------------------------------- | ------ | --------------------------- |
| 1970 | Zijspan     | Klaus Enders     | DUI  | Wolfgang Kalauch Ralf Engelhardt              | DUI    | BMW                         |
| 1971 | Zijspan     | Horst Owesle     | DUI  | Julius Kremer John Blanchard Peter Rutterford | DUI GB | BMW                         |
| 1972 | Zijspan     | Klaus Enders     | DUI  | Ralf Engelhardt                               | DUI    | Busch-BMW                   |
| 1973 | Zijspan     | Klaus Enders     | DUI  | Ralf Engelhardt                               | DUI    | Busch-BMW                   |
| 1974 | Zijspan     | Klaus Enders     | DUI  | Ralf Engelhardt                               | DUI    | Busch Spezial-BMW           |
| 1975 | Zijspan     | Rolf Steinhausen | DUI  | Josef Huber                                   | DUI    | Busch-König                 |
| 1976 | Zijspan     | Rolf Steinhausen | DUI  | Josef Huber                                   | DUI    | Busch-König                 |
| 1977 | Zijspan     | George O'Dell    | GB   | Kenny Arthur Cliff Holland                    | GB     | Windle Yamaha Seymaz-Yamaha |
| 1978 | Zijspan     | Rolf Biland      | ZWI  | Kenneth Williams                              | GB     | TTM-Yamaha BEO-Yamaha       |
| 1979 | Zijspan B2A | Rolf Biland      | ZWI  | Kurt Waltisperg                               | ZWI    | Schmid-Yamaha               |
| 1979 | Zijspan B2B | Bruno Holzer     | ZWI  | Karl Meierhans                                | ZWI    | LCR-Yamaha                  |

### 750 cc

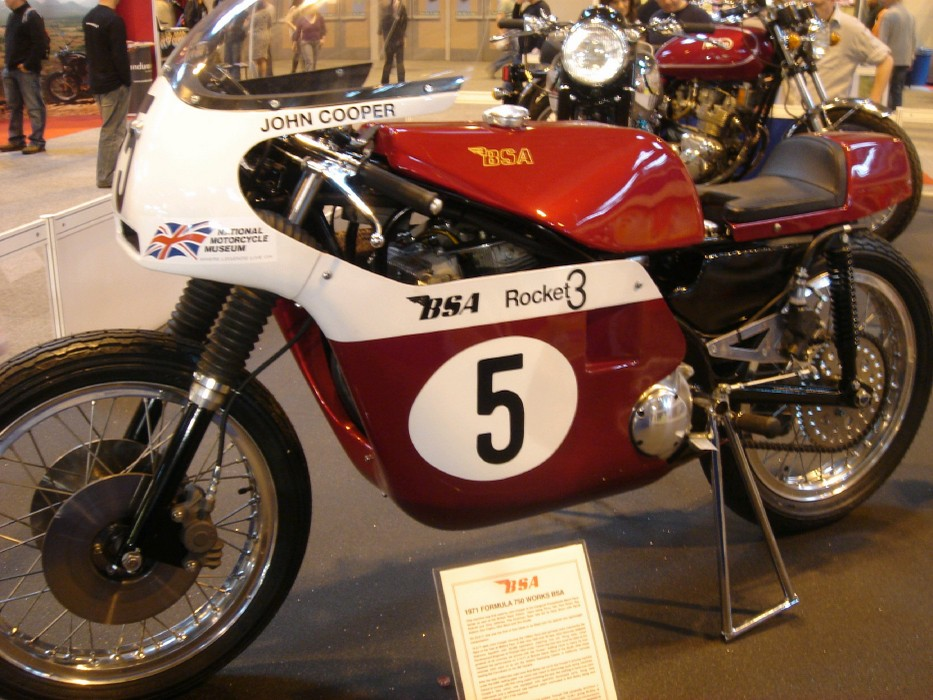
Britse machines zoals deze BSA A75 Rocket 3 gaven de aanzet voor de 750cc-races nadat ze in de Daytona 200 Harley-Davidson hadden onttroond

In 1970 kreeg de Daytona 200 voor het eerst een "eerlijk" reglement. Tot die tijd mochten motorfietsen met kopkleppen slechts 500 cc meten, wat in het voordeel was van Harley-Davidson, dat nog 750cc-zijklepmotoren had. In 1970 moest men dat veranderen, omdat de American Motorcyclist Association aansluiting zocht bij de Fédération Internationale de Motocyclisme. Nu stond de 200-mijlsrace open voor alle motorfietsen tot 750 cc, mits er daarvan minstens 200 in de Verenigde Staten verkocht waren. Meteen na de eerste "eerlijke" Daytona 200 in 1970 drongen journalisten en fabrikanten er bij de FIM op aan de formule van deze race over te nemen en al snel werd in Imola een tegenhanger georganiseerd. 
Zo ontstond een raceserie onder de naam "Daytona Type Races", die later zou leiden tot de officiële Formule 750. De Daytona 200 werd meteen een belangrijke voorjaarsrace, waardoor coureurs soms moesten kiezen tussen deze races en de voorjaarsraces in Italië.
1970
Europese en Japanse merken stortten zich op de Daytona 200 nu Harley-Davidson kansloos was geworden. De BSA-groep zag kansen voor haar BSA A75 Rocket 3/Triumph T150 Trident-racers, maar ook merken die helemaal geen 750cc-motorfietsen leverden konden de Harley's verslaan: Kawasaki zette een groot team met Kawasaki H 1 500 Mach III's in en een aantal coureurs traden met Suzuki T 500's aan. Die machines waren niet allemaal opgewassen tegen de lang aanhoudende, hoge toerentallen op de kombaan van de Daytona International Speedway. Dick Mann won de race met een Honda CR 750. De belangrijkste bedreiging voor hele 750cc-plan bleken de 350cc-Yamaha TR 2's, die de 750cc-machines qua snelheid goed konden volgen.
Dat bleek later in het jaar tijdens de Mallory Park Race of the Year, bedoeld voor 750cc-motoren maar gewonnen door John Cooper met een Seeley-Yamaha TR 2. 
1971
In 1971 won Dick Mann de Daytona 200 opnieuw, dit keer met een BSA A75 Rocket 3. De BSA-groep, die al in financiële problemen zat, had niet minder dan 1.000.000 dollar in het Daytona-project geïnvesteerd en bleef bij de FIM lobbyen voor meer 750cc-racers en een groter belang (liefst een WK-status) voor die klasse.
Tijdens het weekend van de Thruxton 500 werd een 750cc-race over 200 mijlen aan het programma toegevoegd, goedgekeurd door de AMA en de Auto-cycle Union, waarbij voor het eerst de naam Formula 750 gebruikt werd. In tegenstelling tot de Thruxton 500 voor standaardmotoren mochten in de Formula 750 speciale racers worden ingezet. Ook de Isle of Man TT stelde de Formula 750 TT in.
De Anglo-American Match Races (zes wedstrijden in drie dagen tussen Britten en Amerikanen) werden gewonnen door het Britse team, allemaal met BSA Rocket 3/Triumph Trident driecilinders.
De BSA-groep maakte in juli 1971 bekend dat de fabrieksrijders geen steun meer zouden krijgen. Door de financiële problemen van het bedrijf kwam zo ook een einde aan de lobby van BSA/Triumph om de 750cc-races WK-status te geven.
Eind augustus werden er internationale races op het circuit van Silverstone georganiseerd. De Formule 750 werd gewonnen door Paul Smart (Triumph), Percy Tait (Triumph) werd tweede en Ray Pickrell (BSA) werd derde.
Ondanks de enorme financiële problemen van de BSA-groep had men voor de Mallory Park Race of the Year John Cooper en Ray Pickrell voorzien van nieuwe BSA-racers met een lichtere krukas, een nieuwe koppeling en een elektron voornaaf en primair transmissiecarter. Ze moesten echter aantreden tegen Giacomo Agostini met zijn MV Agusta 500 3C Grand Prix-machine. Het resulteerde in een hevig gevecht tussen Cooper en Agostini, dat de Engelsman in zijn voordeel wist te beslissen.
Nog voor de "Race of the South" op Brands Hatch gaf Corrado Agusta aan Giacomo Agostini de opdracht naar huis te komen als hij dacht dat de MV Agusta 500 3C niet snel genoeg zou zijn om de BSA's en Triumph's te verslaan. Ago bleef, maar werd opnieuw verslagen door John Cooper, terwijl Ray Pickrell derde werd.
Eind 1971 won Cooper met zijn BSA ook nog de "Big Ontario" op de Ontario Motor Speedway. Het was een (door bougie-fabrikant Champion) ruim gesponsorde 200-mijlsrace met een prijzengeld van 50.000 dollar (170.000 gulden). Toeleveranciers van accessoires brachten nog eens hetzelfde bedrag in, waardoor er in totaal 350.000 gulden te verdienen was. Cooper won echter slechts met een banddikte van Kel Carruthers met een 350cc-Yamaha TR 2.
1972
Begin 1972 kreeg de 750cc-klasse een flinke impuls toen bekend werd dat de eerste Europese 200-mijlsrace in Imola zou worden verreden met een enorm prijzengeld van Shell.
De Auto-Cycle Union stelde voor de TT van Man nieuwe start- en prijzengelden vast, waarbij de Formula 750 TT het hoogste bedrag kreeg, 6.000 pond, 1.000 pond méér dan de Junior TT en de Senior TT, die WK-status hadden. MV Agusta wilde blijven deelnemen aan de Britse 750cc-races, maar na twee keer te zijn verslagen door de BSA van John Cooper, bouwde men een 560cc-versie van de MV Agusta 500 4C. De eerste tests vielen tegen, maar MV Agusta vond de 750cc-klasse belangrijk genoeg om een volwaardige 750cc-viercilinder te ontwikkelen.
De Daytona 200 van 1972 werd een enorm succes voor Yamaha, maar feitelijk een afgang voor iedereen die met een 750cc-machine reed. Onder de eerste tien finishers waren liefst zeven 350cc-Yamaha TR 3 productieracers. Don Emde won vóór Ray Hempstead en David Smith, en zij reden alle drie met een Yamaha. Harley-Davidson moest haar inschrijvingen terugtrekken omdat de Harley-Davidson XR 750-kopklepmotor niet gehomologeerd was. Norton verscheen voor het eerst onder het "John Player" label, maar kon niet serieus partij bieden. De Suzuki TR 750's waren de snelsten in de trainingen, maar toen bleek al dat ze eigenlijk te sterk waren voor de beschikbare banden. Goodyear ontwikkelde in allerijl speciale banden, die nog voor het einde van de trainingen beschikbaar waren. In de race bleken de Suzuki's ook nog eens bijzonder dorstig te zijn: 1:4,3 oftewel 4,3 liter per kilometer en de Goodyear banden hielden het slechts een beperkt aantal ronden vol. Op de helft van de race waren alle fabrieks-Suzuki's, Honda's, BSA's, Triumph's en Kawasaki's al uitgevallen.
De Anglo-American Match Races werden opnieuw gewonnen door de Britten, met 255 tegen 212 punten. De Britten reden uitsluitend op Britse machines (drie van de Triumph/BSA-groep en drie Nortons), de Amerikanen gebruikten allerlei merken, waaronder de drie Suzuki TR 750 fabrieksracers van Ron Grant, Jody Nicholas en Art Baumann. De aanwezigheid van drie John Player Nortons was ook logisch, want die tabaksfabrikant sponsorde ook de races zélf.
De eerste 200 Mijl van Imola trok ca. 75.000 toeschouwers die samen ongeveer 500.000 gulden betaalden, waarvan 75% in de prijzenpot ging. Ducati bouwde zeven racemachines en begon coureurs te benaderen, waaronder Paul Smart, Bruno Spaggiari, Ermanno Giuliano en Alan Dunscombe. Smart won, Spaggiari rolde zonder benzine over de streep en toen viel ook de Ducati van Paul Smart zonder benzine meteen stil.
Tijdens de Isle of Man TT reden de productiemotoren in de Production 750 TT en de echte racers in de Formula 750 TT. Beide races werden gewonnen door Ray Pickrell met een Triumph Trident.
In april 1972 maakte de Anderstorp Racing Club bekend dat ze een Formule 750 race aan het GP-programma zou toevoegen. Dat leverde meteen toezeggingen van handelaren op om te zorgen voor behoorlijke prijzengelden. Deze race werd gewonnen door de enige lichte machine die deelnam. Kent Andersson was er toch en besloot te starten en hij won met zijn Yamaha TR 3 de race.
De Mallory Park Race of the Year was enorm sterk bezet: Harley-Davidson stuurde Cal Rayborn met de nieuwe Harley-Davidson XR 750 met lichtmetalen motorblok, het Amerikaanse Hansen-Kawasaki stuurde Yvon Duhamel, Gary Nixon en Paul Smart, John Player Norton zette Phil Read, Mick Grant en Dave Croxford in en voor de BSA-groep kwamen John Cooper, Ray Pickrell, Percy Tait en Tony Jefferies aan de start. Zij reden allemaal met 750cc-machines van hun merk, maar Yamaha had alleen licht opgeboorde Yamaha TR 3's voor Jarno Saarinen, Barry Sheene en Chas Mortimer. Saarinen was ongenaakbaar en won de race met de lichte Yamaha.
De Thruxton 500 was bijna een geheel Britse aangelegenheid, en werd op het nippertje gewonnen door Dave Croxford/Mick Grant met een Norton Commando. Op het nippertje omdat een kilometer voor de streep de ketting brak, maar Croxford liet de machine uitrollen in de richting van de pit, in de veronderstelling dat er nog een ronde te gaan was.
De seizoensafsluiter van de zware machines was weer de duur betaalde "Big Ontario". Die werd gewonnen door Paul Smart met een Kawasaki H 2 R.
In september 1972 maakte de BSA-groep bekend helemaal te zullen stoppen met race-activiteiten.
1973
In de Daytona 200 trainde Jarno Saarinen met de 350cc-Yamaha TZ 350 als twaalfde, maar toch was er onrust bij de teams van Kawasaki en Suzuki, want hun zware 750cc-tweetakten moesten in de race twee keer tanken, terwijl de TZ 350's met één tankstop konden volstaan. Dat bleek ook in de race. Saarinen won vóór zijn merkgenoten Kel Carruthers en James Evans, terwijl de snelste 750cc-machine de oude Triumph T150 Trident van Dick Mann was.
Tijdens de Grand Prix van Frankrijk werd een 750cc-race gereden die niet meetelde voor de FIM-cup. Hier ontbraken de Yamaha 350's omdat de toppers al in de andere klassen hadden gereden. Guido Mandracci (Suzuki) won de race vóór Eric Offenstadt (Kawasaki) en Walter Villa (Kawasaki). Villa had de snelste trainingstijd gereden, maar zijn Kawasaki had moeite met de (toen nog ongebruikelijke) koppelingsstart.
De Anglo-American Match Races waren in 1973 omgedoopt tot "John Player Transatlantic Trophy". De Britten wonnen opnieuw, maar het verschil was niet groot: 416 tegen 398 punten.
De Formula 750 TT gewonnen door Peter Williams met de fabrieks-Norton. De Production 750 TT werd door Tony Jefferies gewonnen.
De Mallory Park Race of the Year werd gewonnen door Phil Read met de 500cc-MV Agusta driecilinder. Peter Williams reed de Norton Commando naar de tweede plaats, vóór John Dodds met een Yamaha TZ 350. Er gingen stemmen op om de cilinderinhoud te vergroten tot minimaal 500- en maximaal 1.000 cc, waardoor de TZ 350 werd uitgesloten en zwaardere modellen zoals de Kawasaki Z 1 900, de Laverda 1000, de Moto Guzzi V7 850 GT, de Norton Commando 850 en de BMW R 90/S zouden worden toegelaten. Bovendien zou het voor Yamaha geen enkel probleem zijn 200 exemplaren van de nieuwe Yamaha TZ 700 te verkopen. Daarvan beweerde Yamaha weliswaar dat hij slechts 85 pk zou leveren, maar de motor bestond uit twee gekoppelde TZ 350's, die rechtstreeks uit het krat al goed waren voor 54 pk.
De Thruxton 500 werd gewonnen door Rex Butcher en Norman White met een 750cc-Norton Commando.
1974
Al tijdens de trainingen voor de Daytona 200 was duidelijk dat de viertaktmotoren kansloos waren. Niet alleen waren de Yamaha TZ 700's erg snel, maar ook de Hansen-Kawasaki H 2 R's en de Suzuki TR 750's. De race zelf werd wegens de gevolgen van de oliecrisis ingekort tot 180 mijl en werd gewonnen door Giacomo Agostini (Yamaha).
Enkele weken voor de 200 Mijl van Imola realiseerde de FIM zich kennelijk dat men de reglementen van de 750 cc Prijs van de FIM verkeerd had toegepast. Men had gesteld dat de machines gehomologeerd werden als ze waren afgeleid van standaard motorfietsen voor de openbare weg, waarvan er ten minste 200 verkocht waren. Met de komst van de Yamaha TZ 750, waarvan er zonder problemen 200 verkocht werden, was er echter een machine gekomen die niets te maken had met standaardmotoren. Men besloot de TZ 750 dan ook te verbieden, wat de organisatie in Imola voor grote problemen stelde: van de 92 inschrijvers reden er 40 op een Yamaha TZ 750. In Imola loste men dit op door de race "om te bouwen" naar een gewone race voor motorfietsen van 251 tot 750 cc, maar daarmee verloor men de "Prijs van de FIM"-status. Het probleem lag nu op het bordje van de coureurs, die een TZ 750 gekocht hadden om ermee aan de Prijs van de FIM deel te nemen. Tijdens de Imola 200 was het Yamaha-fabrieksteam van Kel Carruthers met vier topcoureurs onverslaanbaar. Agostini won de race, Kenny Roberts werd tweede en Teuvo Länsivuori derde.
De Transatlantic Trophy werd opnieuw gewonnen door de Britten, maar het was weer een nipte overwinning. Bij het begin van de laatste race stonden beide teams nog gelijk, maar in de laatste ronde kwam de Amerikaan Gary Nixon zonder benzine te staan, waardoor het Britse team won. De Amerikaan Kenny Roberts wist echter alle races te winnen en maakte zo toch de meeste indruk.
De geplande Formule 750 race in Zweden, aansluitend op de Grand Prix, werd net als de 200 mijl van Imola omgebouwd tot een open race om de Yamaha TZ 750's te kunnen laten starten. Deze race werd gewonnen door Chas Mortimer.
De Mallory Park Race of the Year werd gewonnen door Barry Sheene met zijn Suzuki TR 750. De Yamaha TZ 750's konden het niet bolwerken: Agostini's machine werd steeds langzamer en hij viel van de eerste plaats terug naar de vierde om uiteindelijk uit te vallen. Kenny Roberts had slicks gemonteerd, maar zijn achterband was niet bestand tegen het vermogen van de Yamaha en dwong hem op te geven.
In de "Big Ontario" (Ontario 200) kwam het niet tot een duel tussen Kenny Roberts en Giacomo Agostini omdat die laatste in de eerste manche viel. Voor de Yamaha TZ 750 werd het een groot succes, want Gene Romero won vóór Roberts en Pat Evans. 
1975
De Anglo-American Match Races werden in 1975 voor het eerst gewonnen door het team uit de Verenigde Staten. Dat was een geweldige prestatie als men bedenkt dat het op de circuits erg nat was en dat de Amerikanen alleen droge races kenden. Kenny Roberts had bijvoorbeeld nog nooit in de regen gereden, maar nadat de eerste race op Brands Hatch wegens sneeuw was afgelast moest hij in de tweede race op Mallory Park toch met slicks in een sneeuwbui rijden.
De Mallory Park Race of the Year werd gewonnen door Barry Sheene (Suzuki), die ondanks de lichte regen slicks had gemonteerd.Giacomo Agostini koos voor de Yamaha YZR 500, maar werd er slechts zevende mee. 
1976
De Mallory Park Race of the Year werd gewonnen door Steve Baker. Barry Sheene had eerder met zijn tot 540 cc opgeboorde Suzuki RG 500 de Superbike race gewonnen, maar was in de hoofdrace kansloos vanwege een slecht gebalanceerd voorwiel. Hij werd wel tweede, terwijl de tweede Amerikaan, Pat Hennen, derde werd.
Na drie wedstrijden voor de Formule 750 titel won Johnny Cecotto de Moto Journal 200 op het circuit Le Castellet. Hij had 1½ minuut voorsprong op Steve Baker en een volle ronde op derde man Yvon Duhamel.
In de Transatlantic Trophy (voorheen de Anglo-American Match Races) was Steve Baker (Yamaha TZ 750) ijzersterk: Hij won vier van de zes wedstrijden en haalde 92 van de 96 mogelijke punten. Toch won het Britse team met 412 tegen 384 punten, vooral door het sterke rijden van Barry Sheene (Suzuki TR 750), terwijl iedereen intussen wist dat de Suzuki's niet echt een vuist konden maken tegen de Yamaha's. 
1977
De Transatlantic Trophy Races van 1977 werden overtuigend gewonnen door het Amerikaanse team met 410 tegen 379 punten. Kenny Roberts won zelfs twee manches in Brands Hatch en twee manches op Mallory Park. Pas de vijfde manche, in Oulton Park, wist Barry Sheene voor de Britten te winnen, maar de zesde manche werd weer gewonnen door Steve Baker. De Amerikanen gebruikten allemaal een Yamaha TZ 750 D, de Britten reden met verschillende motorfietsen.

#### Formule 750

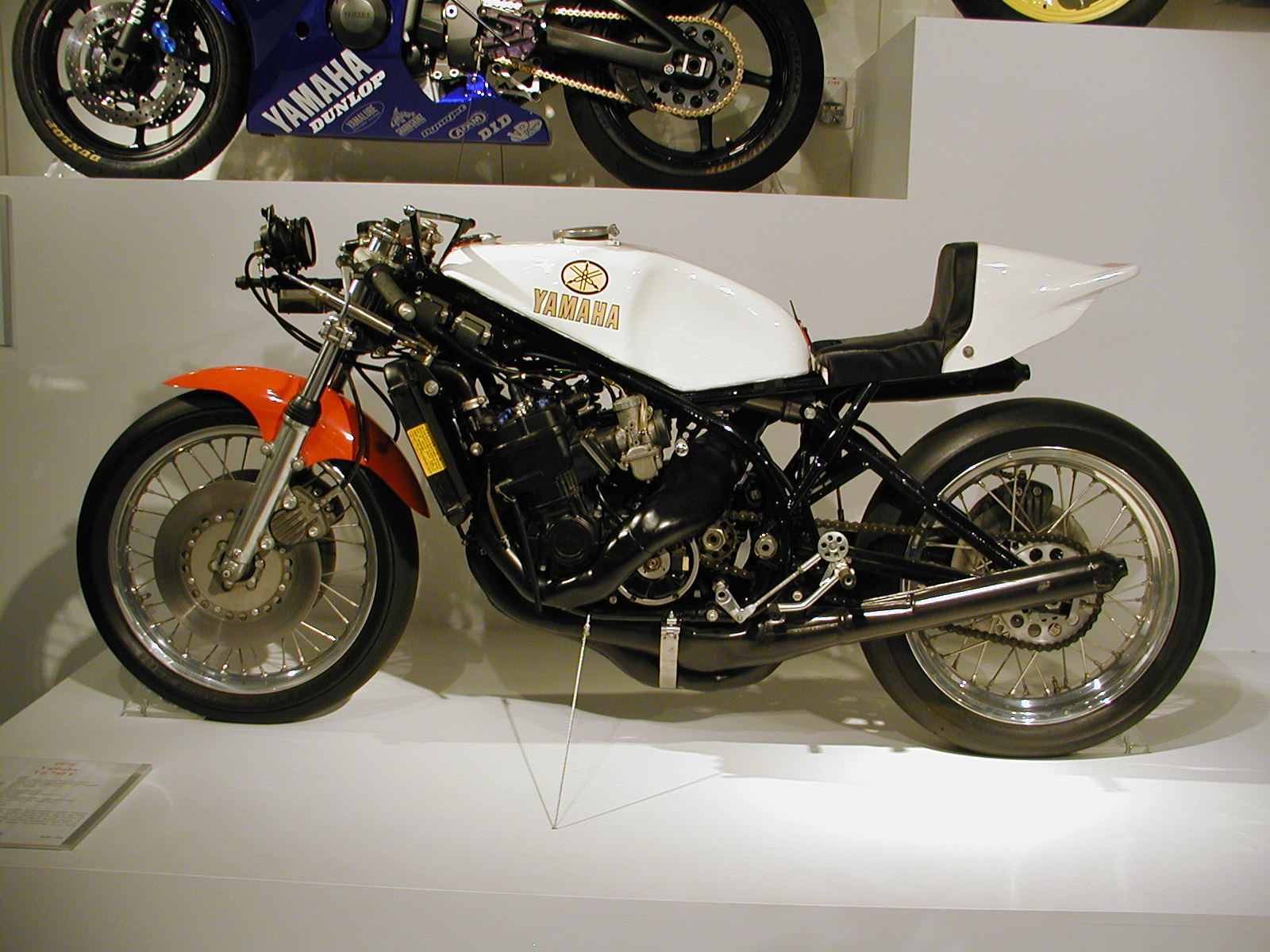
Yamaha TZ 750 E uit 1979

In september 1971 werd de druk op de FIM om een 750cc-WK-klasse in te voeren opgevoerd. Helmut Bönsch, technisch directeur van BMW en president van de Internationale Technische Commissie van de FIM stelde voor om al in 1972 een 750cc-wereldkampioenschap in te stellen. De vraag was nog hoe de technische eisen vastgesteld moesten worden en of er een of meer andere klassen zouden moeten verdwijnen. Bönsch kreeg meteen steun van de American Motorcyclist Association en de Auto-Cycle Union. Tijdens het FIM-congres van oktober 1971 accepteerde men de "Daytona Formule". 750cc-races werden officieel erkend door de FIM en men volgde de formule van de American Motorcyclist Association: 200 verkochte modellen van een bepaald type gaven recht op deelname. De 750cc-klasse kreeg nog geen WK-status, maar dit gaf organisatoren wel de mogelijkheid de 750cc-klasse aan het programma toe te voegen.
1973
Hoewel er na het FIM-congres van oktober 1972 nog niets over naar buiten gebracht was, bleek in februari 1973 dat de FIM wel degelijk had besloten een officiële 750cc-klasse in te richten. Het was nog geen wereldkampioenschap, maar een aantal organisatoren kregen de mogelijkheid om races om de "750 cc Prijs van de FIM" te organiseren. De motoren moesten worden gebouwd met onderdelen van bestaande standaardmodellen, waarvan ten minste 200 exemplaren verkocht waren en de cilinderinhoud moest minimaal 251 cc en maximaal 750 cc bedragen. Deze klasse, die in de volksmond al "Formule 750" werd genoemd, werd een redelijk succes, maar de FIM had nagelaten haar van exacte reglementen te voorzien. Zo kon het gebeuren dat een aantal wedstrijden in twee manches gereden werd, terwijl de totaaltelling van die twee manches ook niet uniform was. Soms werd de puntentelling van de motorcross gebruikt, soms werden de totaaltijden van twee manches bij elkaar opgeteld. Bovendien ging de eerste titel maar nipt naar een volwaardige 750cc-machine, de Seeley-Suzuki TR 750 van Barry Sheene. Hij had een resultaat meer dan John Dodds met zijn Yamaha TZ 350.
In 1973 deed de American Motorcyclist Association samen met Kenny Roberts proeven met "geknepen" Yamaha TZ 750 motoren om op die manier de problemen van de enorme bandenslijtage het hoofd te bieden. Door het beperken van het vermogen zouden de banden van de Formule 750 machines beter heel blijven. In oktober resulteerde dit in een voorstel: een carburateurdoorlaat van 25 mm voor viercilinders, 29 mm voor driecilinders, 35 mm voor tweecilinders en 50 mm voor eencilinders. Dit resulteerde in de AMA-restrictor. 
1974
De kalender van de 750 cc Prijs van de FIM werd danig uitgedund toen de FIM zich realiseerde dat de Yamaha TZ 750 niet aan de homologatie-eisen voldeed. Een aantal organisatoren beslisten op het laatste moment de race om te zetten in een "open klasse", zodat deze machines toch aan de start konden komen. Dit tot verdriet van de andere merken, die nu geen punten konden scoren. De Grote Prijs van de FIM werd eigenlijk een farce, want van de geplande zeven races werden er slechts drie binnen de reglementen verreden. In Silverstone kwamen de meeste toprijders uit de eerste twee races niet eens aan de start. Het was duidelijk dat de 750cc-klasse populair was, maar de FIM-formule zonder de Yamaha TZ 750 niet. Zo kon het gebeuren dat de 750 cc Prijs van de FIM werd gewonnen door een Yamaha TZ 350, bestuurd door John Dodds. 
1975
Door de aangepaste homologatie-eisen van de FIM was er in 1975 voor het eerst een behoorlijk programma van de Formule 750, die nu een Europees kampioenschap was geworden. De Yamaha TZ 750 mocht starten en Kawasaki voorzag haar driecilinders van waterkoeling. Men hoefde er slechts 25 van te verkopen om aan de homologatie-eisen te voldoen. De wedstrijden mochten in twee manches worden gereden, maar dat was niet verplicht. In juni werden Hideo Kanaya en Ikujiro Takaï teruggeroepen naar Japan om daar in nationale races te gaan rijden. Dat betekende dat de fabrieks-Yamaha TZ 750 nu ter beschikking kwam van Johnny Cecotto, die al aan de leiding van het kampioenschap stond. Voor de coureurs was de Formule 750 nog steeds niet belangrijk. Men kon geen wereldtitel winnen en het kwam dan ook regelmatig voor dat men andere wedstrijden verkoos in verband met de hogere startgelden. Uiteindelijk werd privérijder Jack Findlay met een Yamaha Europees kampioen. 
1976
De Formule 750 heette formeel nog steeds "Europees kampioenschap". Ze was zeker populair bij de rijders, maar voor de FIM nog steeds een ondergeschoven kindje. Dat bleek toen de organisatoren in Zweden en (op het laatste moment) Finland door de organistoren zo maar konden worden afgelast. Die van Finland zou op 8 augustus plaatsvinden, maar werd in de laatste week van juli pas afgelast. Na de race in Venezuela bleef er een protest staan omdat er een fout zou zijn gemaakt bij de rondetelling. Uiteindelijk besloot de FIM het resultaat in Venezuela te schrappen. De wereldtitel ging naar Víctor Palomo, die geen enkele van de 16 manches had gewonnen, maar door goede resultaten wel een aantal malen dagwinnaar was geworden. Alle races werden in twee manches gereden, waarvan de resultaten per race bij elkaar werden geteld. Dat had ook een nadeel: als een coureur in de eerste manche was uitgevallen kon hij geen dagresultaat halen en daarom startten toprijders tot teleurstelling van het publiek soms niet meer in de tweede manche. 
1977
In 1977 werd de Formule 750 eindelijk een officieel wereldkampioenschap en vanaf de eerste race was duidelijk dat de wereldkampioen op een fabrieks-Yamaha OW 31 of een privé-Yamaha TZ 750 zou zitten. Uiteindelijk werd Steve Baker met overmacht wereldkampioen, vooral om hij zich op dit kampioenschap concentreerde, terwijl andere coureurs kozen voor wedstrijden in het wereldkampioenschap 500 cc. 
1978
In 1978 was het seizoen goed te combineren met dat van de 500cc-klasse. Johnny Cecotto startte in bijna alle races, zowel 500 cc als Formule 750. In de 500cc-klasse werd hij slechts derde, maar hij werd wereldkampioen in de Formule 750-klasse. Toch won hij slechts vier manches, terwijl Kenny Roberts er acht won. Roberts kreeg in de tweede seizoenshelft vaak met pech te maken en het kampioenschap werd dan ook pas in de laatste races beslist. 
1979
Nadat de 200 Mijl van Imola al was vervangen door een race in Mugello werd in maart 1979 bekend dat ook de Belgische Formule 750 race kwam te vervallen. Johnny Cecotto had zijn zinnen gezet op de Formule 750-titel, maar moest een aantal wedstrijden missen om uit te komen in de 500 cc-Grands Prix. Er waren veel verschillende manche-winnaars, maar Patrick Pons was de meest regelmatige rijder en scoorde naast zijn overwinningen ook veel podiumplaatsen. Dat was genoeg om wereldkampioen te worden.
Na zeven jaar was gebleken dat de Formule 750 zich als wereldkampioenschap niet kon doorzetten ten opzichte van het reguliere wereldkampioenschap. Er waren nauwelijks organisatoren te vinden die de 750cc-race wilden combineren met hun WK-races en daardoor kwamen de coureurs die in beide kampioenschappen moesten starten voor moeilijke keuzes te staan. Er was maar één fabrikant die een volwaardige 750cc-racer had: Yamaha. De Formule 750 verdween na 1979 van de kalender. 

##### Kampioenen
| Jaar | Serie                   | Coureur                 |
| ---- | ----------------------- | ----------------------- |
| 1973 | 750 cc Prijs van de FIM | Barry Sheene (Suzuki)   |
| 1974 | 750 cc Prijs van de FIM | John Dodds (Yamaha)     |
| 1975 | Europees kampioenschap  | Jack Findlay (Yamaha)   |
| 1976 | Europees kampioenschap  | Víctor Palomo (Yamaha)  |
| 1977 | Wereldkampioenschap     | Steve Baker (Yamaha)    |
| 1978 | Wereldkampioenschap     | Johnny Cecotto (Yamaha) |
| 1979 | Wereldkampioenschap     | Patrick Pons (Yamaha)   |

### Formula TT
De Formula TT werd in 1977 door de regering van Man en de Auto-Cycle Union in het leven geroepen om het verlies van de wereldkampioenschapsstatus van de Tourist Trophy door de FIM te compenseren en tegelijkertijd races met op straatversies lijkende motoren populairder te maken. In 1977 en 1978 werd de winnaar van de TT tegelijk wereldkampioen in de desbetreffende klasse. Vanaf 1979 werd ook de Ulster Grand Prix opgenomen in het wereldkampioenschap Formule TT. Voortaan werd er met een puntensysteem gewerkt. Wereldkampioen werd degene die de meeste punten vergaarde bij de deelnemende evenementen.
De Formule TT was in drie categorieën onderverdeeld, die meestal als TT-F1, TT-F2 en TT-F3 aangeduid werden.
- Formule I – Viertaktmotoren van 600 tot 1000 cc en tweetaktmotoren van 350 tot 500 cc
- Formule II – Viertakten van 400 tot 600 cc en tweetaktmotoren van 250 tot 350 cc
- Formule III – Viertakten van 200 tot 400 cc en tweetaktmotoren van 125 tot 250 cc

#### Wereldkampioenen
| Jaar | Formule I              | Formule II               | Formule III          |
| ---- | ---------------------- | ------------------------ | -------------------- |
| 1977 | Phil Read (Honda)      | Alan Jackson jr. (Honda) | John Kidson (Honda)  |
| 1978 | Mike Hailwood (Ducati) | Alan Jackson jr. (Honda) | Bill Smith (Honda)   |
| 1979 | Alex George (Honda)    | Alan Jackson jr. (Honda) | Barry Smith (Yamaha) |

## Nieuwe WK-races

### Zweden
In 1961 was de GP van Zweden voor het laatst als WK-race gereden, maar in 1970 was er op de nieuwe Scandinavian Raceway al een internationale Grand Prix georganiseerd. In 1971 kwam de GP weer op de WK-kalender en ze behield haar WK-status tot in 1990. 

### Oostenrijk
De GP van Oostenrijk werd in 1971 aan de kalender toegevoegd, maar verdween in 1979 weer.

### Groot-Brittannië
De GP van Groot-Brittannië werd vanaf 1977 de opvolger van de Isle of Man TT. Voor de coureurs was dit een goed bericht: men reed nu op het permanente circuit van Silverstone in plaats van op de gevaarlijke, 60 km lange Snaefell Mountain Course en de reisafstand was aanmerkelijk korter. 

### Venezuela
De GP van Venezuela werd in 1977 op initatiatief van de Venezolaanse Yamaha-importeur Andres Ippolito aan de kalender toegevoegd als openingsrace van het seizoen. Daarmee bereikte de FIM dat er races buiten Europa gereden werden en het wereldkampioenschap ook een "wereldwijd" kampioenschap werd. Coureurs die aan de Daytona 200 in de Verenigde Staten hadden deelgenomen konden de reis naar Venezuela daarmee combineren. De GP verdween in 1979 weer nadat was gebleken dat de organisatie ver beneden peil was.

## Verdwenen WK-races

### Ulster
De Ulster Grand Prix had vanaf het begin deel uitgemaakt van het WK, maar was voor de coureurs een lastige race. De afstand vanaf het vasteland van Europa was groot, temeer omdat ze nooit gecombineerd werd met de Isle of Man TT. In 1970 en 1971 moesten de coureurs bijvoorbeeld van Finland via Ulster naar Italië reizen. Vooral voor privérijders was dat een bijna onbetaalbare en verre reis. Dat was echter niet de belangrijkste reden voor het verlies van de WK-status. Al in 1970 waren er onlusten in het nabijgelegen Belfast en in 1971 waren die zo heftig dat Giacomo Agostini helemaal niet naar Ulster kwam. Ontploffingen en schoten waren op het circuit te horen en de rook van de branden was te zien. In 1972 werd de Ulster Grand Prix vanwege de onlusten afgelast en verloor ze haar WK-status. 

### DDR
De GP van de DDR werd van de kalender gehaald nadat het Oost-Duitse publiek herhaaldelijk West-Duitse rijders gesteund had. Met name Dieter Braun was populair. De organisatie had zelfs geprobeerd Braun in 1971 uit de race te halen om te voorkomen dat het "Lied der Deutschen" gespeeld moest worden, maar de problemen dateerden al van jaren eerder. In 1958 was de organisatie door het eigen publiek uitgefloten toen het West-Duitse duo Walter Schneider/Hans Strauß de zijspanrace had gewonnen en men in plaats van het volkslied een Russische mars liet spelen. In 1973 organiseerde men een uitnodigingsrace voor geselecteerde (lees: Oostblok) coureurs. Dat was uiteraard niet acceptabel voor de FIM. 

### Man
De Isle of Man TT kende een sterftecijfer van gemiddeld twee coureurs per seizoen en werd al jaren door een aantal coureurs gemeden. Er kwam een escalatie toen in de jaren zeventig tot twee keer toe een WK-leider verongelukte: in 1970 Santiago Herrero en in 1972 Gilberto Parlotti, die al tegen de zin van zijn team naar Man was afgereisd. In 1972 tekenden de Italiaanse merken Aermacchi Harley-Davidson, Benelli, Ducati, Morbidelli, Moto Villa en MV Agusta en petitie van Walter Bergonzini om de Isle of Man TT van de WK-kalender te schrappen. Zowel de Italiaanse bond als de FIM distantieerden zich hiervan, maar de coureurs niet: in 1973 was de boycot van de topcoureurs bijna algemeen. De TT sukkelde nog enkele jaren door met voornamelijk Britse rijders, maar verloor in 1977 haar WK-status.

### Oostenrijk
De GP van Oostenrijk had vooral in de laatste jaren nogal wat kritiek gekregen: In 1976 probeerde men coureurs te chanteren door geen startgeld te betalen. De organisatie dacht dat ze - nu ze de lange reis gemaakt hadden - de WK-punten belangrijker vonden dan het startgeld. In 1977 bleek hoe slecht de organisatie was na een ongeluk waarbij Hans Stadelmann het leven verloor. Een aantal andere rijders raakte zwaar gewond maar kon aanvankelijk niet worden afgevoerd. In het ziekenhuis bleken de artsen de handen vol te hebben aan slachtoffers van een verkeersongeval. Bovendien mocht de nieuwe mobiele kliniek van dokter Costa niet gebruikt worden omdat buitenlandse artsen in Oostenrijk alleen eerste hulp mochten verlenen en werd Brian Littler, die zich met de veiligheid bezighield, door de politie uit het rennerskwartier verwijderd omdat hij protesteerde tegen de gang van zaken. Patrick Fernandez overleefde het wachten in de gang van het ziekenhuis ternauwernood: hij bleef bij bewustzijn waardoor hij de artsten kon vertellen dat hij buikpijn had, waardoor een gescheurde darm werd ontdekt. Als dat niet was gebeurd zou hij waarschijnlijk door inwendige bloedingen zijn overleden.

### Venezuela
Als voorbereiding voor de eerste GP van Venezuela was in 1976 een Formule 750-race georganiseerd, die al was uitgemond in een fiasco. In de drie jaren dat de Grand Prix bestond werden coureurs en teams geconfronteerd met extreem hoge temperaturen, het ontbreken van douches en behoorlijke werkruimten, corruptie, diefstal, niet gereserveerde hotelkamers, in- en uitvoerrechten voor de motorfietsen, "toeristenbelasting", hoge reiskosten en zelfs mishandeling door de politie. Eind 1979 besloten de topcoureurs niet meer naar Venezuela af te reizen. De meeste privérijders waren er nooit geweest omdat de reiskosten veel te hoog waren. 

## Verongelukte coureurs
1970
- Rob Fitton verongelukte al op 2 mei tijdens de trainingen voor de Grand Prix van Duitsland op de Nordschleife nadat hij onder de vangrail was gegleden. Zijn dood was de aanzet tot een meer georganiseerde lobby van de coureurs tegen de organisatoren van wedstrijden en de FIM.
- Op 23 mei verongelukte Andy Manship tijdens de North West 200.
- Les Iles verongelukte op 1 juni tijdens de trainingen voor de Isle of Man TT bij Kate's Cottage met een 125cc-Bultaco.
- Op 3 juni verongelukten Michael Collins en Denis Blower tijdens de trainingen van de Isle of Man TT. Collins reed met een 500cc-Seeley en verongelukte bij de Verandah en Denis Blower verongelukte met een BSA Gold Star in de Mountain Box.
- Op 8 juni gleed Santiago Herrero tijdens de Isle of Man TT weg over gesmolten asfalt bij de 13e mijlpaal en raakte een boom. Hij overleed op 10 juni in het ziekenhuis.
- Op 12 juni verongelukte John Wetherall met een 500cc-Seeley tijdens de Senior TT bij Gardener's Lane en tijdens dezelfde race viel Brian Steenson, eveneens met een 500cc-Seeley in de Mountain Box. Hij overleed op 17 juni.
- Op 1 september verongelukte George Collis bij Handley's Corner tijdens de Lightweight Race van de Manx Grand Prix met een 250cc-Yamaha.
- Ingo Köppe verongelukte tijdens een race in de 125cc-klasse tijdens de Frohburger Dreieckrennen.

1971
- Angelo Bergamonti verongelukte tijdens de voorjaarsrace in Riccione op 4 april. Hij was op dat moment in de eindfase van de (natte) 350cc-race in gevecht met zijn teamgenoot Giacomo Agostini. Bergamonti slipte en raakte zwaar gewond. Hij werd eerst naar een plaatselijk ziekenhuis gebracht, maar daarna naar Bologna, waar hij met spoed geopereerd werd. Hij overleed kort voor middernacht.
- Op 9 juni 1971 verongelukte Brian Finch bij Ballacraine met een Suzuki T 500 tijdens de Production 500 TT.
- Op 12 juni 1971 verongelukte Maurice Jeffery bij Rhencullen met een Norton Manx tijdens de Senior TT.
- Op 4 juli 1971 overleed Christian Ravel na een val in de Blanchimont-bocht op het Circuit Spa-Francorchamps.
- Op 8 juli verongelukte Günter Bartusch tijdens de training van de 350cc-klasse op de Sachsenring.

1972

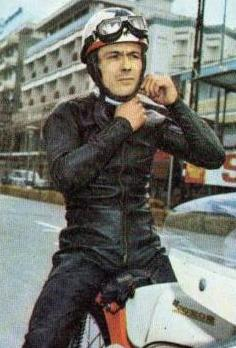
De dood van Gilberto Parlotti was de druppel die de emmer deed overlopen en zorgde voor het spoedige einde van de Isle of Man TT als WK-race

- Leo Commu verongelukte tijdens de 250cc-race in Tubbergen op tweede pinksterdag (22 mei).
- Gilberto Parlotti verongelukte op 9 juni tijdens de Lightweight 125 cc TT bij de Verandah.
- Hans-Jürgen Cusnik, de bakkenist van Heinz Luthringshauser, verongelukte in Tsjecho-Slowakije toen de zijspancombinatie over de kop sloeg door een geblokkeerd zijspanwiel. Cusnik werd tegen een paal langs het circuit geslingerd.
- Dave Simmonds overleed op 23 oktober aan de gevolgen van een geëxplodeerde gasfles in de caravan van Jack Findlay.

1973
- Bij een enorm ongeluk in de eerste bocht van het circuit van Monza op 20 mei verongelukten Jarno Saarinen en Renzo Pasolini.
- Op 2 juni verongelukte John Clarke met een Suzuki T 20 tijdens de Production 250 TT bij Union Mills op het eiland Man.
- Op dinsdag 14 augustus overleed Kim Newcombe aan de hoofdverwondingen die hij twee dagen eerder tijdens een de training voor de 750 cc Prijs van de FIM op Silverstone had opgelopen.
- De Zwitser Werner Pfirter verongelukte samen met zijn monteur René Jaccard eind september tijdens een verkeersongeval op de thuisreis na de Grand Prix van Spanje.
- In oktober verongelukte František Srna tijdens een 250cc-kampioensrace in Bratislava.
- Cal Rayborn verongelukte op 29 december tijdens een race in Nieuw-Zeeland.

1974
- Op 31 juli, tijdens de trainingen voor de 750 cc Prijs van de FIM in Hämeenlinna (Finland) verongelukte de Zwitser Werner Giger, waarschijnlijk omdat hij na een valpartij door een andere machine geraakt werd.
- In de nacht van 8 op 9 september overleed Billie Nelson in het ziekenhuis van Opatija aan de verwondingen die hij had opgelopen bij een val tijdens de GP van Joegoslavië.

1975
- Peter McKinley verongelukte op 28 mei tijdens de trainingen voor de Isle of Man TT met een Yamaha TZ 750 bij Milntown.
- Op 4 mei verongelukte Phil Gurner met een tot 351 cc opgeboorde Yamaha TZ 350 tijdens de Senior TT, eveneens in Milntown.
- Op 28 juni overleed de Duitse coureur Rolf Thiele na een val tijdens de TT van Assen. Hij overleed na een operatie aan hoofdletsel in het ziekenhuis.
- Op 7 september verongelukte Nico van der Zanden tijdens de Formule 750 race in Assen. Bij een val vlak voor de finish brak hij zijn nek en hij overleed ter plaatse.

1976
- Op 11 april verongelukte Gerhard Thurow tijdens de 50cc-wedstrijd van de Olof Races in Hilvarenbeek.
- Op 16 mei verongelukten de Italiaanse coureurs Paolo Tordi en Otello Buscherini tijdens de GP des Nations in Mugello. Tordi had de vijfde startplaats in de 350cc-klasse veroverd maar in de race viel hij waarbij hij door zijn eigen machine geraakt werd. Hij was vrijwel op slag dood als gevolg van letsels aan zijn borstkas. Buscherini viel in de 250cc-race en overleed in het ziekenhuis aan een maagverwonding.
- Tijdens de Sidecar TT verongelukte Walter Wörner, de bakkenist van Siegfried Maier bij Greeba Castle.
- Les Kenny verongelukte op 12 juni tijdens de Lightweight TT door een vastloper bij Union Mills.

1977
- Hans Stadelmann verongelukte tijdens de 350cc-GP van Oostenrijk toen hij inreed op de wrakstukken van vier motorfietsen die via de vangrail terug op de baan gecaramboleerd waren.
- Ulrich Graf had al bekendgemaakt dat 1977 zijn laatste seizoen zou zijn, maar hij verongelukte in Opatija tijdens de 50cc-race terwijl hij op de derde plaats lag. Hij viel en sloeg tegen de rotswand langs het circuit.
- Giovanni Ziggiotto viel tijdens de trainingen van de Grand Prix van Joegoslavië en overleed elf dagen later in het ziekenhuis van Rijeka.
- In september verongelukte zijspancoureur Helmut Schilling tijdens de Ratisbona Bergrennen.
- Aldo Nannini verongelukte in november bij een verkeersongeval in Venezuela.

1978
- Tijdens de Isle of Man TT vielen vijf doden, waaronder de WK-rijders Malcolm Hobson, Kenny Birch en Ernst Trachsel. John Williams won de 500cc-race tijdens de Ulster Grand Prix, maar verongelukte tijdens de 1.000cc-Formula One race.

1979
- Tom Herron gebruikte de pauze tussen de GP van Spanje en de GP van Joegoslavië om deel te nemen aan zijn geliefde North West 200, maar tijdens de race raakte hij een telegraafpaal en hij overleed drie dagen later op 26 mei in het ziekenhuis van Coleraine.
- Hermann Schmid was oud-zijspancoureur maar nu constructeur van de Schmid-zijspancombinaties. Na de Grand Prix van Oostenrijk verdween hij spoorloos in overspannen toestand. Eind juli werd zijn stoffelijk overschot in de Rhône gevonden. Aangenomen werd dat hij zelfmoord had gepleegd. Hij was 36 jaar en liet een vrouw en een kind achter.

## Gestopte coureurs
1970
- Ralph Bryans maakte het einde van zijn carrière bekend na de North West 200 van 1970, waar hij de 250cc-klasse had gewonnen.

1971
- Theo Bult, herstellende van de verwondingen die hij had opgelopen bij een nationale race in Vessem, verklaarde in september 1971 dat hij nooit meer op een racemotor zou stappen.

1972
- Na zijn ongeval tijdens de Sidecar TT maakte zijspanrijder Georg Auerbacher bekend te stoppen met racen. Zijn bakkenist Hermann Hahn stapte in 1973 in het zijspan van Heinz Luthringshauser.
- Paul Lodewijkx besloot na zijn eenmalige terugkeer in Assen voorlopig te stoppen met wegracen, niet vanwege gezondheidsredenen, maar omdat hij een meer professionele aanpak wilde dan Jamathi hem op dat moment kon bieden.
- Na een val op Brands Hatch besloot Rodney Gould zijn racecarrière te beëindigen. Er was al eerder sprake van dat hij dat zou doen, want Yamaha had hem gevraagd om manager van haar raceteam te worden.
- Alberto Pagani beëindigde zijn racecarrière aan het einde van het seizoen, mogelijk onder invloed van de dood van Gilberto Parlotti. Hij zou teammanager bij MV Agusta worden.

1973
- Ray Pickrell besloot zijn carrière te beëindigen toen in februari 1973 bleek dat hij een seizoen zou moeten overslaan om zijn rechterbeen te laten herstellen. Na een val in Mallory Park in 1972 was dat been 7 cm korter geworden.
- In november besloot de Nederlandse coureur Jan Bruins te stoppen met racen.
- Jan de Vries verklaarde in december tijdens een persconferentie dat hij met racen zou stoppen, nadat het Van Veen-team al had meegedeeld de race-activiteiten te moeten inperken en constructeur Jörg Möller naar Morbidelli vertrok.
- Börje Jansson verklaarde al in mei 1973 dat hij zou stoppen met racen, naar aanleiding van het overlijden van Jarno Saarinen en Renzo Pasolini. Hij maakte het seizoen echter wel af.

1974
- Steve Ellis verkocht begin 1974 zijn motoren en beëindigde zijn carrière.
- Jos Schurgers kon zijn racecarrière niet meer verenigen met het ontwikkelingswerk dat hij voor de Van Veen OCR 1000 wankelmotor moest doen en verkocht zijn 125cc-Bridgestone aan Henk van Kessel. Hij kon echter nog wel deelnemen aan de TT van Assen, waar hij vijfde werd.
- De zesvoudige wereldkampioenen in de zijspanklasse Klaus Enders en Ralf Engelhardt verklaarden begin november dat ze hun carrière zouden beëndigen.

1976
- Kent Andersson verscheen pas bij de TT van Assen aan de start, maar droeg zijn racemotor daarna af aan Leif Gustafsson en beëindigde zijn racecarrière.
- Phil Read verdween plotseling tijdens de trainingen van de Belgische GP. Hij ging terug naar Engeland en deelde mee uit het WK te stappen.

1977
- Marcel Ankoné besloot te stoppen met racen op het moment dat hij in het ziekenhuis van Almelo op controle ging voor de sleutelbeenbreuk die hij in Assen had opgelopen. Daar constateerde men dat hij drie weken met een gebroken arm had rondgelopen. Marcel had in Hockenheim ook al een pols gebroken en de dodelijke ongevallen van Ziggiotto en Graf grepen hem ook erg aan.
- Rudi Kurth en zijn echtgenote/bakkeniste Dane Rowe stopten met racen na de GP van Groot-Brittannië. Hoewel ze nooit een grote rol in de zijspanklasse hadden gespeeld, waren ze toch erg bekend. Rudi Kurth bouwde veel zeer vooruitstrevende zijspancombinaties, die echter vaak onbetrouwbaar waren, en Dane Rowe wierp zich op als spreekbuis voor de coureurs als het om veiligheidszaken ging.
- Hoewel Giacomo Agostini eind 1977 nog hoop had op Yamaha's van de Italiaanse importeur, gaf deze de voorkeur aan Gianfranco Bonera. Agostini besloot daarop zijn carrière te beëndigen.
- In januari werd Dieter Braun voor de derde keer geopereerd aan zijn linkerarm, die hij tijdens de GP van Duitsland in 1976 geblesseerd had. Van het succes van de operatie hing zijn carrière af. Het ging goed, maar na het ernstige ongeval in de GP van Oostenrijk zette hij alsnog een punt achter de racerij.

1978
- Pas begin 1978 werd bekend dat Herbert Rittberger zijn carrière had beëindigd.
- Josef "Sepp" Huber, de bakkenist van Rolf Steinhausen trainde nog voor de GP van Oostenrijk, maar moest vaststellen dat hij nog veel last had van de gevolgen van een verkeersongeluk in 1977. Zijn reactievermogen en de spiercontrole over een arm waren verminderd en hij besloot zijn carrière te beëindigen.
- Pat Hennen liep ernstig hoofdletsel op tijdens de Senior TT en lag weken in coma. Hoewel hij uiteindelijk herstelde sloot hij zijn wegracecarrière af.
- Jean-Philippe Orban besloot in juni zijn carrière na tien seizoenen te beëndigen.
- Mario Lega wilde beslist niet verder met Morbidelli maar vond ook bij geen ander team onderdak en beëindigde zijn carrière.
- Teuvo Länsivuori besloot zijn carrière na het seizoen 1978 af te sluiten omdat het hem maar niet lukte tot de echte top door te dringen. Hij nam de zaak van zijn vader over en werd begrafenisondernemer.
- Kenny Williams, de bakkenist van Rolf Biland, beëindigde zijn carrière eind 1978 om in Zuid Afrika zijn beroep als gereedschapmaker weer op te nemen.
- Cliff Holland moest zijn carrière als bakkenist afsluiten nadat hij in Brands Hatch ernstig gewond was geraakt.
- Jack Findlay besloot na de Grand Prix van Duitsland zijn carrière te beëindigen. Hij was 43 jaar oud en had 21 jaar aan WK-races deelgenomen.

1979
- Bennie Wilbers besloot na de Grand Prix van Venezuela zijn carrière als coureur te beëindigen omdat hij samen met een vriend een motorzaak in Duitsland had geopend.
- Halverwege het seizoen maakte Chas Mortimer al bekend te gaan stoppen. Hij moest van sponsor Sarome in Assen, België en Frankrijk starten, maar ging daarna alleen nog beter betalende internationale wedstrijden rijden en na het seizoen richtte hij zich op de handel in motorkleding en zijn raceschool.
- Aan het einde van het seizoen maakte Juup Bosman bekend te stoppen met wegraces.

## Ontwikkelingen
Veiligheid
- Door de oprichting van de Grand Prix Riders Association (GPRA) werd de veiligheid voor de coureurs aanmerkelijk verbeterd, ondanks het feit dat ze door de FIM niet erkend werd. De coureurs kregen zeggenschap over de veiligheid van de circuits en mochten de circuits zelf beoordelen, in plaats van de motorsportcommissie van de FIM.
- In de nasleep van het dodelijke ongevallen van Bill Ivy in 1969 en Angelo Bergamonti in 1971 verdween de "pothelm" al snel van het toneel. In maart 1970 toonde helmenfabrikant Levior al een "astronautenhelm" en ook Bell en AGV kwamen nog in hetzelfde jaar met integraalhelmen op de markt. De meeste coureurs verschenen in 1970 nog met jethelmen, maar Peter Williams gebruikte in de races van Tubbergen in mei 1970 een integraalhelm.
- In 1977 werd onder andere met geld van helmenfabrikant AGV een voertuig gekocht dat nodig was om een mobiel hospitaal te herbergen. Dit werd ingericht door dr. Claudio Costa met geld van diverse Europese leveranciers van medische hulpmiddelen.

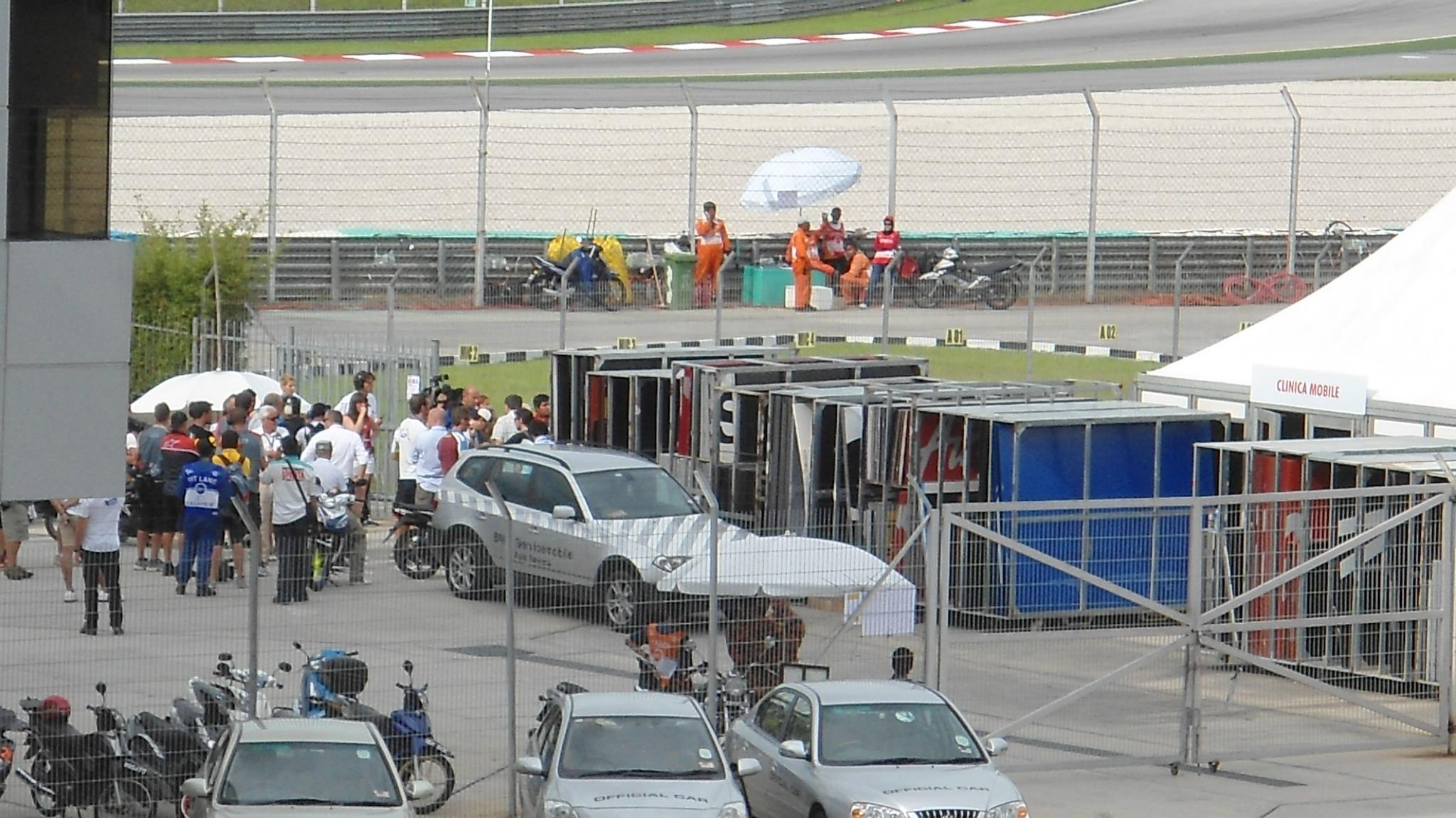
De mobiele kliniek van dokter Claudio Costa ontstond in 1977

- In januari 1978 werd bekend dat de FIM eindelijk een veiligheidscommissie zou gaan krijgen. Als sinds het begin van de jaren zeventig hadden coureurs van alles geprobeerd om veiligheid op de agenda van de FIM en organisatoren te krijgen, maar nu werd eindelijk een commissie in het leven geroepen die zou bestaan uit coureurs uit allerlei takken van motorsport, medici en technici.
- In 1978 verhoogde de organisatie van de TT van Assen de veiligheid door Jos Schurgers toestemming te geven het middel "Explosafe" te demonstreren. Dat was een uit aluminiumfolie bestaand middel dat in de tank geplaatst kon worden en het exploderen van de tank voorkwam. De organisatie bood iedere coureur die het middel gebruikte een tegemoetkoming in de kosten van 50% aan. De kosten waren trouwens relatief laag: ƒ 2,50 per liter tankinhoud.

Kleding
- De American Motorcyclist Association eiste in haar vernieuwde reglementen andere kleuren voor de motorpakken. Zwart was verboden en de kleur van het pak moest contrasteren met het startnummer, dat als rugnummer was aangebracht. Monteurs moesten in het wit gekleed zijn, of in de teamkleuren en zelfs bezoekende vertegenwoordigers van het merk moesten hun kleding aanpassen. Omdat veel Europese coureurs naar de Daytona 200 trokken, kwamen de gekleurde motorpakken snel in zwang. Dat opende ook mogelijkheden voor sponsoren, die hun logo's op de kleurige pakken konden zetten. Wil Hartog reed in 1970 het hele seizoen met zijn kenmerkende witte race-overall, nadat Kent Andersson dat in 1969 al had gedaan.
- In 1976, tijdens de TT van Assen, presenteerde de Nederlandse firma Damen Leathers haar veiligheidsoverall. Daar was teflon in verwerkt en de Australiër Stu Avant reed er al mee. Nog dezelfde dag kreeg mevrouw Damen het verzoek de maten te nemen van Giacomo Agostini, Walter Villa, Leif Gustafsson en Per-Edvard Carlsson, die toch 2.000 gulden moesten neertellen.

Techniek
- Een nieuwigheid die de Europese coureurs in de Daytona 200 leerden kennen was het tanken met draaiende motor en een snelvulapparaat. In de Isle of Man TT moest ook getankt worden, maar daarvoor moest de motor afgezet worden. In Daytona kon men in 6 seconden 20 liter tanken.
- Hoewel Benelli in 1969 al schijfremmen had gebruikt, braken deze in 1970 pas echt door. De eerste die ze gebruikte was Dick Mann die met een Honda CR 750 de Daytona 200 won. Dat was ook logisch, want deze machine werd standaard al met een schijfrem geleverd. De driecilinders van Triumph en BSA gebruikten in de Daytona 200 alleen een remschijf in het achterwiel.
- Peter Williams verscheen in 1970 met magnesium gietwielen onder zijn Arter-Matchless G50. Een groot deel van de gewichtsbesparing kwam van het gebruik van tubelessbanden, mogelijk geworden door het ontbreken van spaakgaten in de velgen.
- Ook de frametechniek stond niet stil. In maart 1971 verscheen Tomos met een nieuwe 50cc-racer met een volledig uit polyester opgetrokken monocoque-frame. Deze techniek brak in de soloklassen nog niet echt door, maar in 1974 verschenen al een groot aantal zijspancombinaties met monocoque-frames aan de start.
- In 1971 hadden vrijwel alle tweetakten een elektronische (thyristor) ontsteking.
- De MV Agusta viercilinders van 1973 waren helemaal vernieuwd, en voor zover bekend de eerste wegracemachines die met behulp van een computer waren ontworpen.
- Tijdens de Daytona 200 van 1973 experimenteerde het merk GoodYear met slicks, maar het nieuwe FIM-reglement schreef in dat jaar juist een minimale profieldiepte van 2,5 mm voor alle klassen voor. De vermogensontwikkeling van de motoren was voor de bandenfabrikanten moeilijk bij te houden. Toen Barry Sheene tijdens een testdag voor de Daytona 200 van 1975 een record én een arm en een been brak door met 270 km per uur te vallen en de Nederlander Henk Klaassen ook hard viel, trok Dunlop haar slicks terug omdat deze ongevallen waarschijnlijk te wijten waren aan het loslaten van het loopvlak. In 1977 waren de slicks volledig ingeburgerd en ook door de FIM toegestaan, maar het zou tot 1979 duren vooraleer ook in de lichtste klassen met slicks gereden werd.
- In 1974 verschenen de fabrieks-Yamaha TZ 500's al in de Mototempora Romagnola met een doorontwikkeling van het Monocross-systeem met een enkele schokdemper, dat voor de crossmotoren was ontwikkeld.
- Met de komst van de König-motoren en de Yamaha TZ 500 begonnen de tweetaktmotoren vanaf 1974 de viertaktmotoren te verdringen. Het probleem was echter nog steeds dat ze veel te veel benzine verbruikten, waardoor ze soms moesten bijtanken. Toen men dit oploste door grotere tanks te monteren (zelfs het "kontje" van het zadel werd benzinetank), deed zich een nieuw fenomeen voor: tweetaktcoureurs reden soms een halve race rustiger, wachtend op het leeg raken van de tank. Als er voldoende benzine was verbruikt zetten ze met de nu veel lichtere machine de aanval pas in.
- In 1978 verscheen Rolf Biland met zijn nieuwe zijspancombinatie, de BEO, die voorzien was van een meesturend zijspanwiel, triangel wielophangingen en aandrijving op het zijspanwiel. bakkenist Kenny Williams hoefde de machine alleen nog aan te duwen en kon daarna in een stoeltje in het "zijspan" blijven zitten. Protesten bleven niet uit, want de concurrentie was vrijwel kansloos tegen de BEO. Overigens begonnen de speciale wielophangingen en meesturende zijspanwielen toen al gemeengoed te worden. De combinaties van Seymaz hadden het systeem ook.

EmancipatieTijdens het FIM-congres van oktober 1972 werd het verbod voor dames om deel te nemen aan snelheidswedstrijden opgeheven. Dames traden toen echter al op als bakkeniste bij zijspanraces, en ook bij de Bol d'Or had al een damesteam meegereden. Nationale bonden hielden het recht om deelname van dames in hun nationale race te verbieden. De Auto-Cycle Union hield aan dit verbod vast tot in 1978, maar in de Manx Grand Prix werd het pas in 1989 opgeheven.

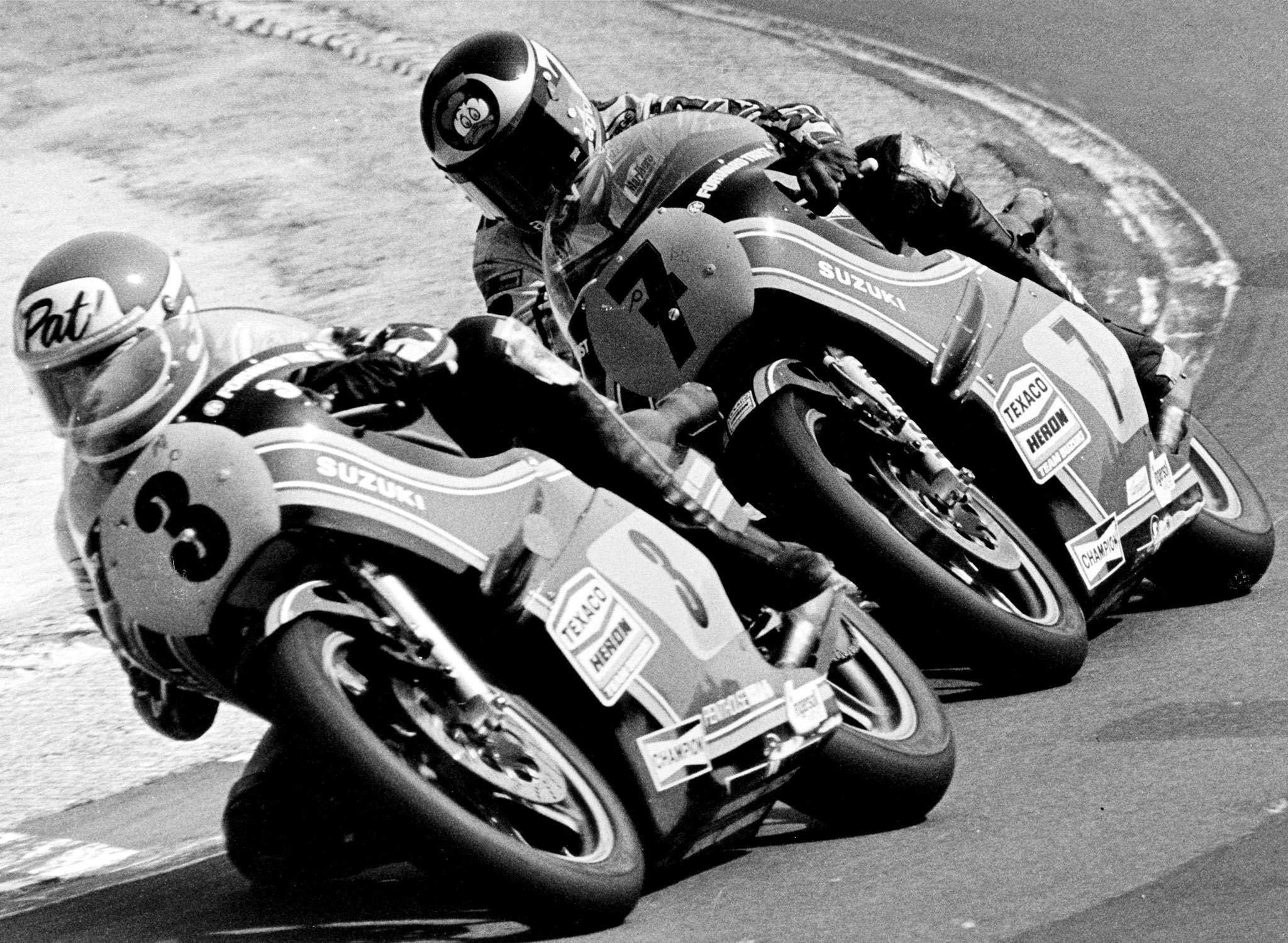
door de bredere banden ontwikkelden de coureurs de knee down-techniek, hier gedemonstreerd door Pat Hennen en Barry Sheene

RijstijlHoewel vaak wordt gedacht dat de knee down techniek door Kenny Roberts naar Europa werd gebracht, gebruikten in zijn debuutjaar meer rijders deze techniek, onder andere Bruno Kneubühler. Door de betere maar ook bredere banden moesten de coureurs iets bedenken om het zwaartepunt voldoende te verplaatsen als dat door afschuinen niet meer kon omdat delen van de motorfiets de grond raakten.
Sponsoring
- In 1971 begon de opkomst van de sponsoren in de racerij. Het betrof fabrikanten van kettingen en bougies, maar ook oliemaatschappijen. Privérijders werden soms geholpen door supportersclubs. Vanaf 1972 waren er teams die naar de sponsor werden genoemd: John Player Norton en het "Marlboro World Championship Team" dat een aantal rijders sponsorde: Giacomo Agostini, Alberto Pagani en Ángel Nieto. Tijdens het FIM-congres van oktober 1972 werd reclame op machines en kleding door de FIM officieel toegestaan.

## Trivia
- Zijspancoureur Mick Boddice ruilde in 1972 zijn BSA-motor voor een Kawasaki H 1 R op advies van zijn zwager Dave Simmonds, die al jaren met Kawasaki's racete. Mick was niet zo overtuigd van tweetaktmotoren, maar Simmonds wist hem te overtuigen en hielp hem met de tuning van de motor. Boddice verklaarde daarop: "Als mijn zus Julie met Agostini getrouwd was had in nu misschien wel een MV Agusta-blok gehad".
- Voorafgaand aan de Grand Prix van Finland van 1976 probeerde de sociaaldemocratische partij de Zuid-Afrikaanse coureurs Alan North en Jon Ekerold het starten - zonder succes - te beletten vanwege de Apartheidspolitiek. In Joegoslavië werd Alan North een aantal jaren om dezelfde reden met succes geweerd, maar zijn landgenoten Kork Ballington en Jon Ekerold niet. Zij beschikten ook nog over andere paspoorten. In 1979 kregen Kork Ballington's vrouw Bronwyn, Alan North, Trevor Tilbury en Nobby Clark (beide monteurs van Kenny Roberts) geen visum.
- Ángel Nieto hoorde dat hij wereldkampioen 125 cc was geworden terwijl hij in een Portugees ziekenhuis lag. Hij kreeg de wereldtitel omdat de enige andere kandidaat Maurizio Massimiani in de Zweedse Grand Prix uitviel. In Zweden was een van de monteurs van het Minarelli-team ook meteen manager en chef-monteur, want ook eerste monteur Daniële Battaglia, teammanager Jörg Möller en diens vrouw lagen in het ziekenhuis. Zij moesten in Bologna veertig dagen in quarantaine blijven vanwege een voedselvergiftiging.